# Éléments de montagnes russes
Les montagnes russes se composent de nombreux éléments. Ces éléments peuvent être purement techniques (frein, harnais, etc.) ou avoir comme but d'offrir des sensations aux passagers (airtime, inversion, virage, etc.). Les variations de la voie, composée d'un ensemble de bosses ou de figures, développent la sensation de peur et d'excitation. Ces « éléments de parcours » sont aussi appelés thrill elements (« éléments de frissons »).

## Train
Un train de montagnes russes est un véhicule adapté qui permet de transporter les passagers sur la voie du parcours de montagnes russes. Ce parcours, appelé layout, est constitué d'une suite plus ou moins longue de figures et de portions de voie différentes.
Ils sont nommés ainsi car ils sont souvent composés de plusieurs wagonnets, liés entre eux les uns derrière les autres tout comme les trains traditionnels avec leurs wagons.
Selon les modèles, les trains de montagnes russes peuvent varier énormément notamment sur le nombre de passagers qu'ils peuvent contenir. Certaines montagnes russes, comme les Wild Mouse par exemple, fonctionnent plutôt avec des voitures indépendantes.

## Éléments de maintien
Les trains de montagnes russes sont équipés de divers dispositifs visant à retenir les passagers à leur place en dépit des accélérations auxquelles ils pourront être confrontés.
Ces équipements doivent bien entendu être très fiables, adaptés au tracé du circuit et à la morphologie des utilisateurs.
L'utilisation qui est faite des montagnes russes ajoute des contraintes supplémentaires telles que la rapidité d'installation des dispositifs de sécurité pour maintenir un bon débit de l'attraction. Ils se doivent également d'être le moins gênants possible, afin que le passager puisse profiter au maximum du manège.
Certaines montagnes russes récentes intègrent des mécanismes électroniques embarqués servant par exemple à contrôler automatiquement la bonne fermeture des équipements de sécurité ou à les ouvrir électriquement.

### Barres de sécurité uniques

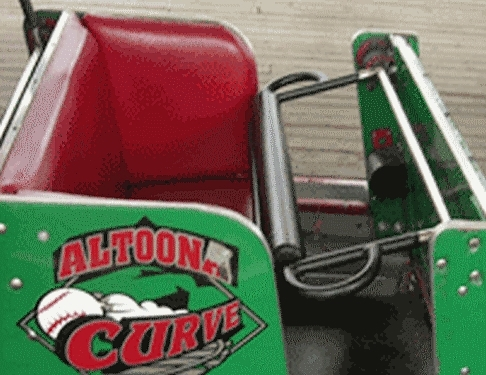
Buzz bars sur Skyliner à Lakemont Park.

Les barres de sécurité uniques sont couramment appelées en anglais buzz bars en référence au bruit qu'elles émettent à leur fermeture.
Ce type de barre unique par wagon ne se trouve plus que sur des montagnes russes en bois anciennes ou pour enfants (modèles dits « juniors ») et nombreux sont les parcs ayant choisi de les remplacer par des barres individuelles, à l'image des montagnes russes en acier. Les amateurs de sensations apprécient ce système de barres uniques car elles permettent une meilleure appréciation des airtimes, au contraire des barres individuelles qui maintiennent le passager contre son siège.
Certaines attractions telles que les bateaux à bascule et les Troïka utilisent encore ce type de barre de sécurité. Le circuit de montagnes russes Gold Mine Train du parc d'attractions Nigloland, se situant en France, est aussi toujours équipée de ce type de barre.

### Barres de sécurité individuelles

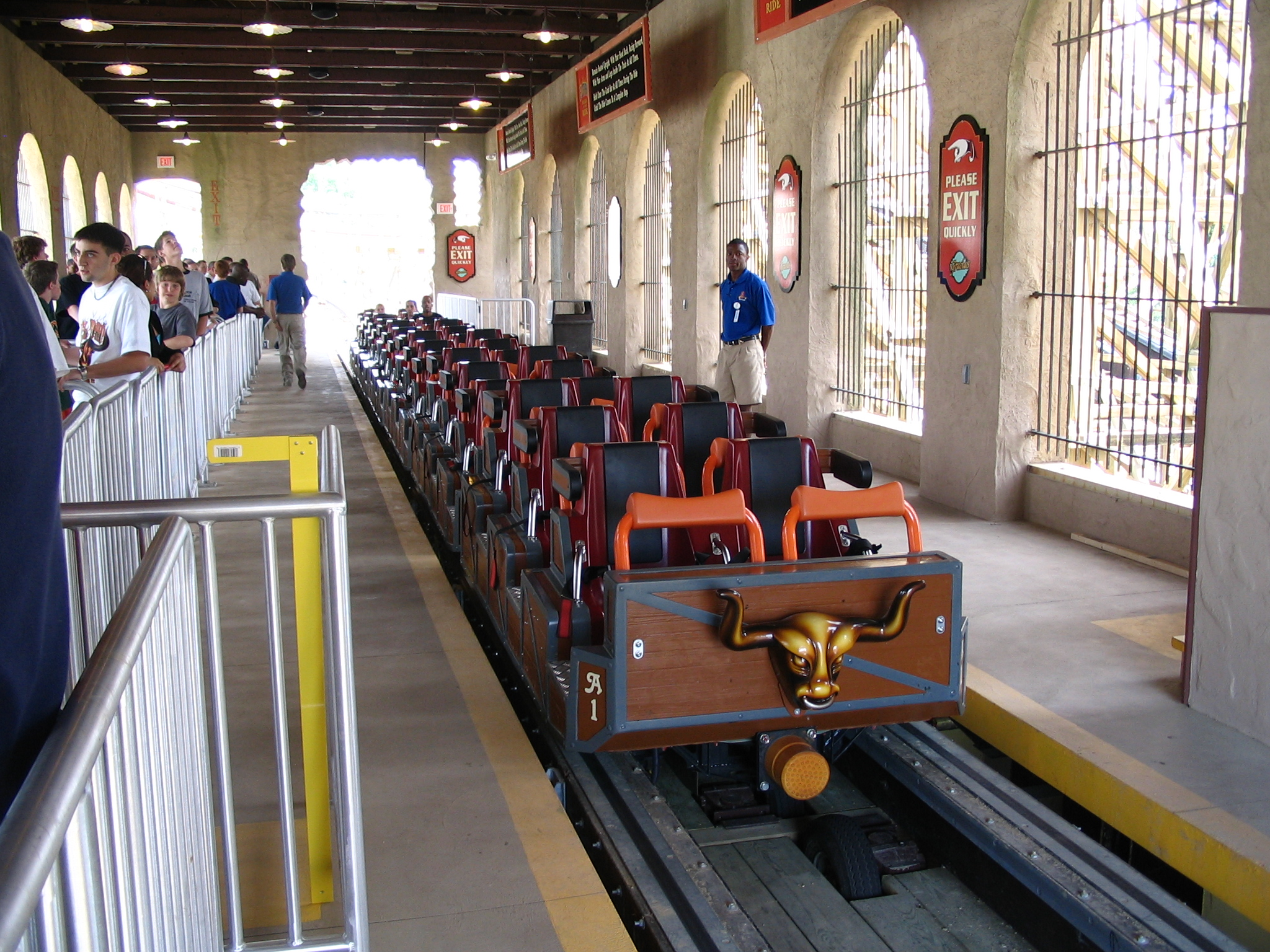
El Toro (2006), des montagnes russes en bois à Six Flags Great Adventure dans le New Jersey, utilisent les barres de maintien traditionnelles.

Les barres de sécurité individuelles (parfois désignées par leur terme anglais lap bar) sont présentes sur quasiment toutes les montagnes russes actuelles ne possédant pas d'inversion, sauf quelques rares exceptions (voir ci-après). L'intérêt de ces barres réside dans le fait qu'elles sont prévues pour s'adapter à la morphologie de chacun et assurent une plus grande sécurité. Sur certains hyper montagnes russes (hypercoasters), la barre est accompagnée d'une ceinture de sécurité.

### Harnais de sécurité

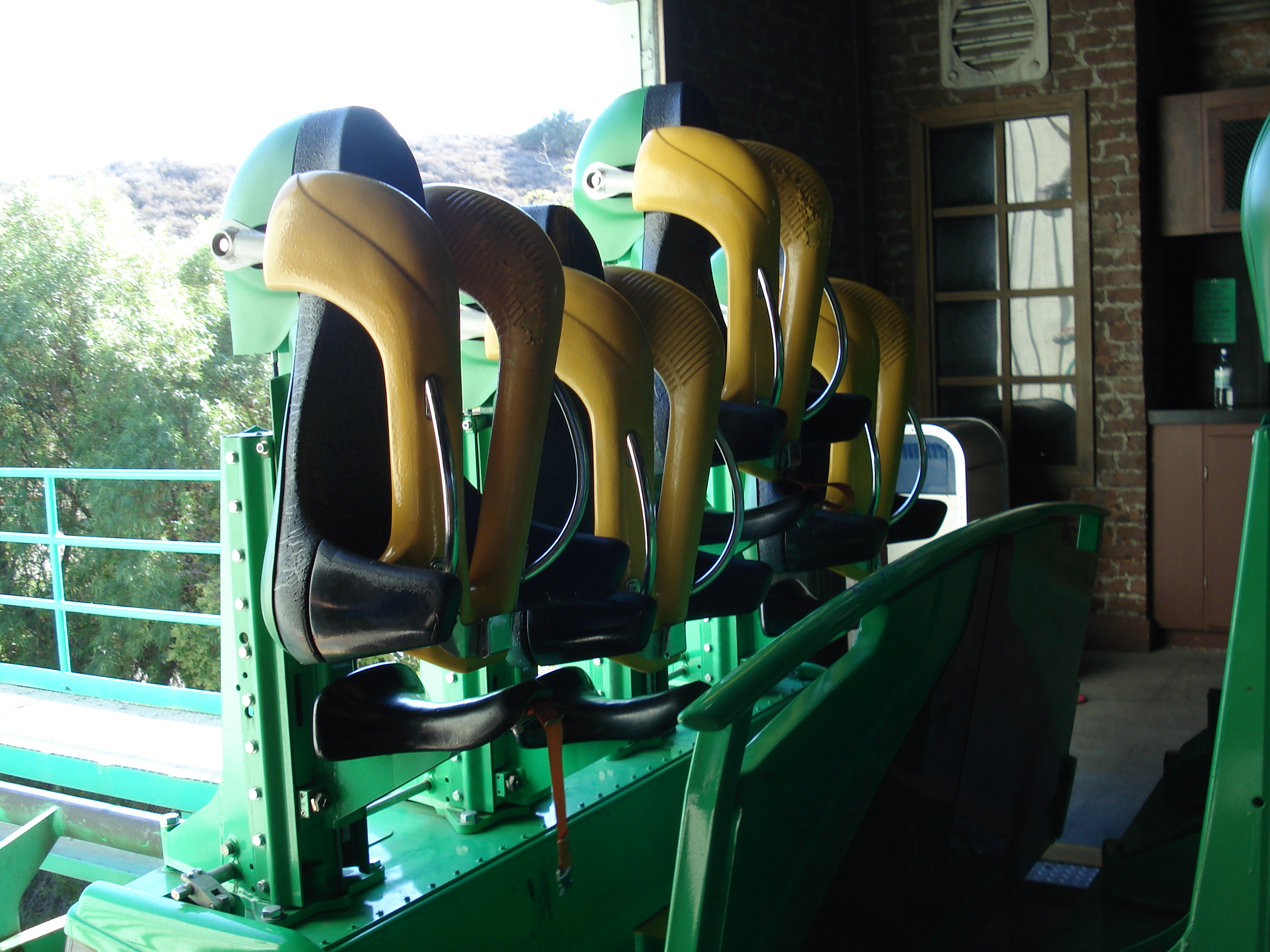
Harnais de sécurité dans l'attraction à inversions The Riddler's Revenge (Six Flags Magic Mountain). Dans ce cas précis, le siège est remplacé par une selle qui permet d'effectuer le tracé debout.

Les harnais de sécurité sont des éléments de sécurité qui diffèrent des simples barres, ils empêchent le passager de tomber lors des inversions. En position ouverte, le harnais se tient au-dessus du siège, fixé à l'axe au niveau du dossier. Le passager doit le baisser en le tirant vers lui et se retrouve donc retenu au niveau des épaules (les anglophones appellent d'ailleurs cet équipement over the shoulders restraints — littéralement « contention au-dessus des épaules »). La liberté de mouvement est plus faible que d'autres systèmes de sécurité.
Les harnais sont présents sur la quasi-totalité des montagnes russes possédant des inversions. Il existe cependant des exceptions, comme Turbine à Walibi Belgium et Mystic à Walibi Rhône-Alpes.

## Guidage des trains

### Rails

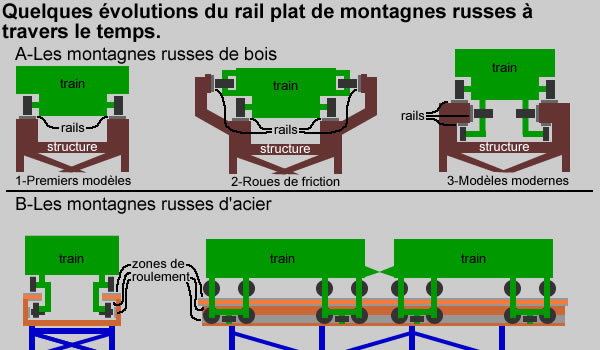
Le rail plat est encore présent de nos jours. Avant 1959, c'était la seule façon de faire rouler un train de montagnes russes.

Le principe de base des montagnes russes, à travers les décennies, est demeuré pratiquement inchangé : un train qui, après avoir été tracté mécaniquement en haut de la plus grande côte, défile sur un tracé composé de bosses et de courbes vertigineuses, mû et successivement ralenti et accéléré par la force gravitationnelle terrestre (par l'énergie cinétique en descente et l'énergie potentielle en montée). À l'origine, les montagnes russes ne roulaient que sur des rails plats supportés par une structure de bois. Par la suite, sont apparus les structures métalliques et les rails plats en acier.
Malheureusement, cette technologie ne satisfaisait pas tous les constructeurs. En effet, ce type de rails ne permettait pas aux trains de s'engager dans des parcours très tortueux et ne favorisait pas les inversions complètes du train.
Il faut attendre 1959 pour que la compagnie Arrow Dynamics conceptualise pour Disneyland le Matterhorn Bobsleds, premières montagnes russes à rails tubulaires. Cette nouvelle technique se développe rapidement et prend place aux côtés des montagnes russes en bois traditionnelles. Les rails tubulaires permettent alors aux ingénieurs de créer des parcours plus intenses et plus tortueux sans risque de voir les trains dérailler, et évitent d'imposer trop de pression à la structure. De surcroît, ces innovations permettent la démocratisation du fameux looping, l'inversion en boucle à 360° ; et du corkscrew en forme de tire-bouchon. Aujourd'hui, les inversions sont présentes dans un très grand nombre de montagnes russes.

### Aiguillage

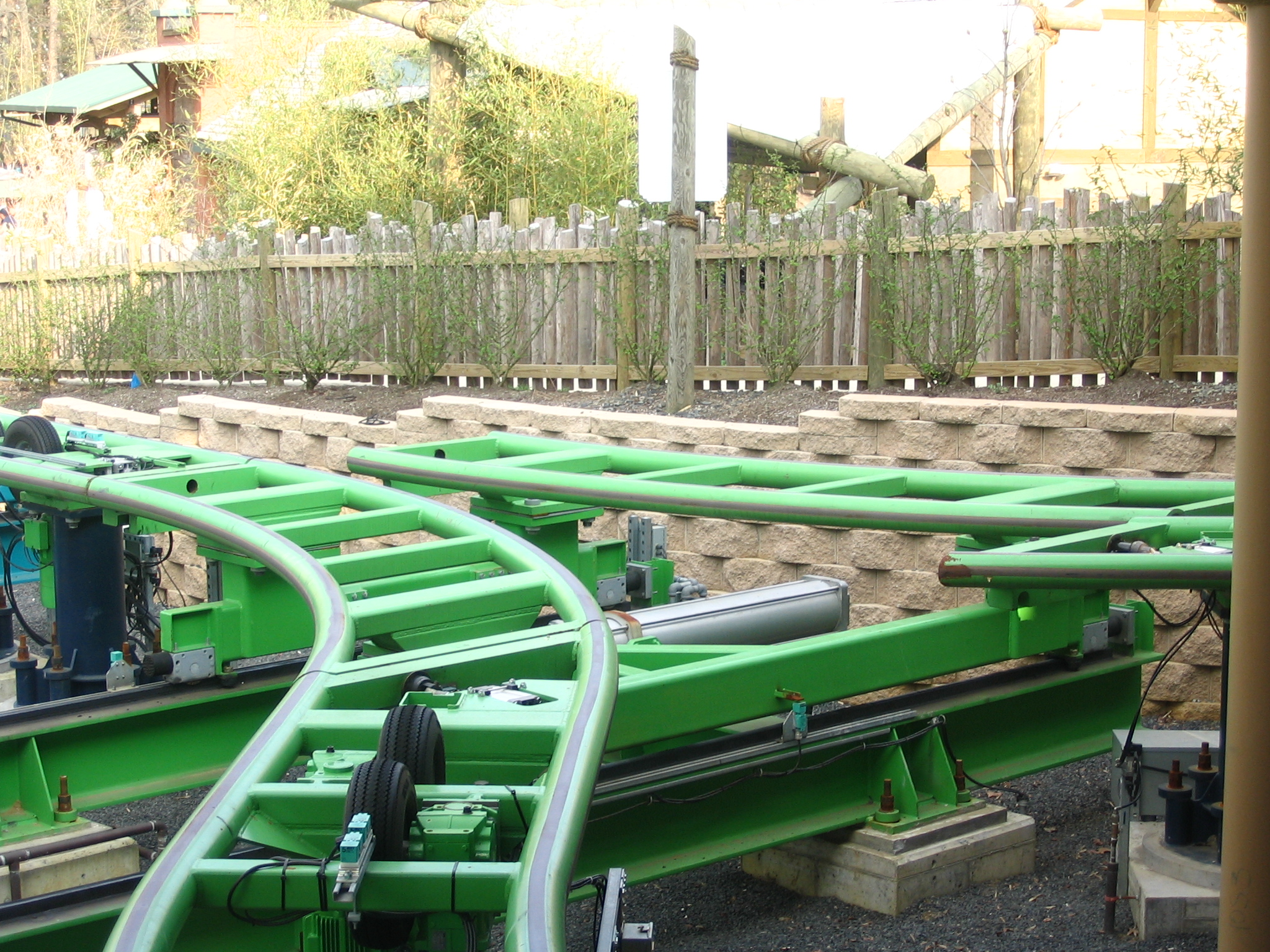
En entrée et sortie de station, les montagnes russes Kingda Ka possèdent des aiguillages.

Dans le domaine des montagnes russes, les aiguillages peuvent être utilisés dans deux cas. Il s'agit d'une petite portion de voie de quelques mètres permettant au train de changer de voie.
Ils se situent avant le lift hill ou à la zone de frein finale lorsqu'il s'agit d'une voie de garage, ainsi, il peut y avoir un train supplémentaire en cas de problème, ou par exemple, lorsque l'affluence est minimale, laisser un second train sans l'utiliser.
Certaines montagnes russes devant avoir un débit horaire élevé possèdent une seconde gare, les trains sont dirigés alternativement dans deux stations permettant d'avoir le départ puis l'arrivée d'un train sur l'une pendant que sur la deuxième on procède à l'embarquement des passagers, comme Space Mountain ou Big Thunder Mountain au parc Disneyland.
Certaines montagnes russes comme Pégase Express et Toutatis au parc Astérix utilise les aiguillages quand elles repartent en arrière pour éviter de refaire le même parcours. Le train est alors redirigé vers une autre section de voies.
L'aiguillage peut être une pièce : 
- qui se déplace latéralement (comme pour Kingda Ka) ;
- qui tourne sur elle-même (rotation par rapport à un axe vertical, comme sur Big Thunder Mountain) ;
- qui pivote selon un axe horizontal suivant le sens des rails (comme sur Space Mountain ou encore Rock 'n' Roller Coaster).

### Table de transfert

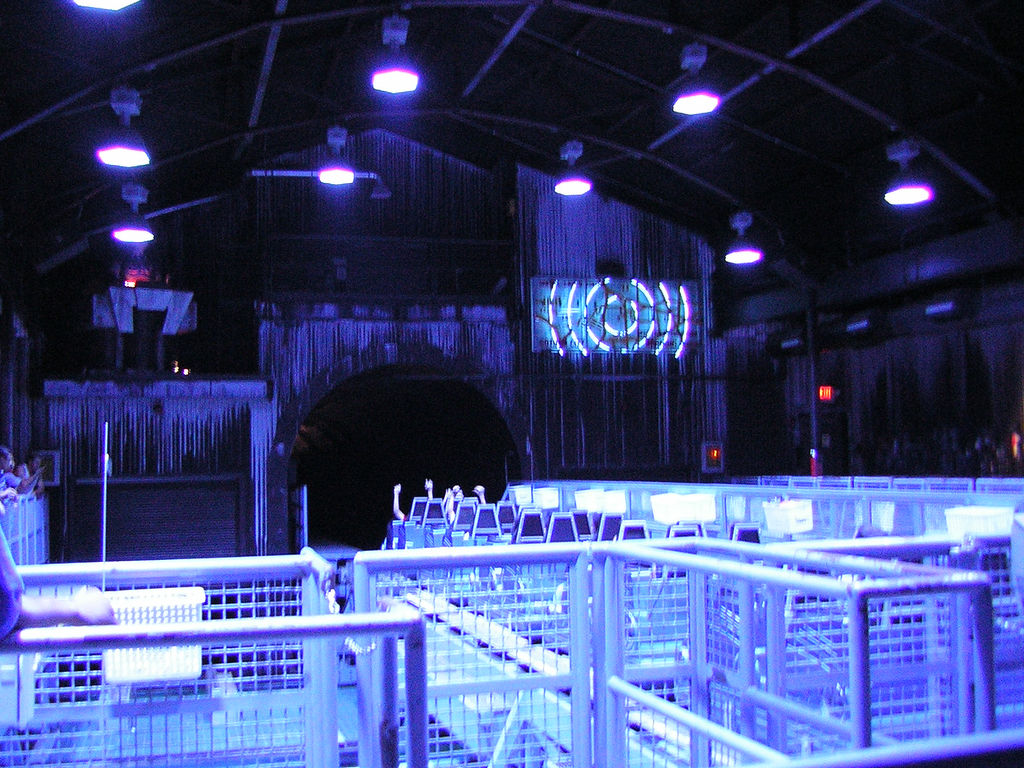
Table de transfert sur Freeze.

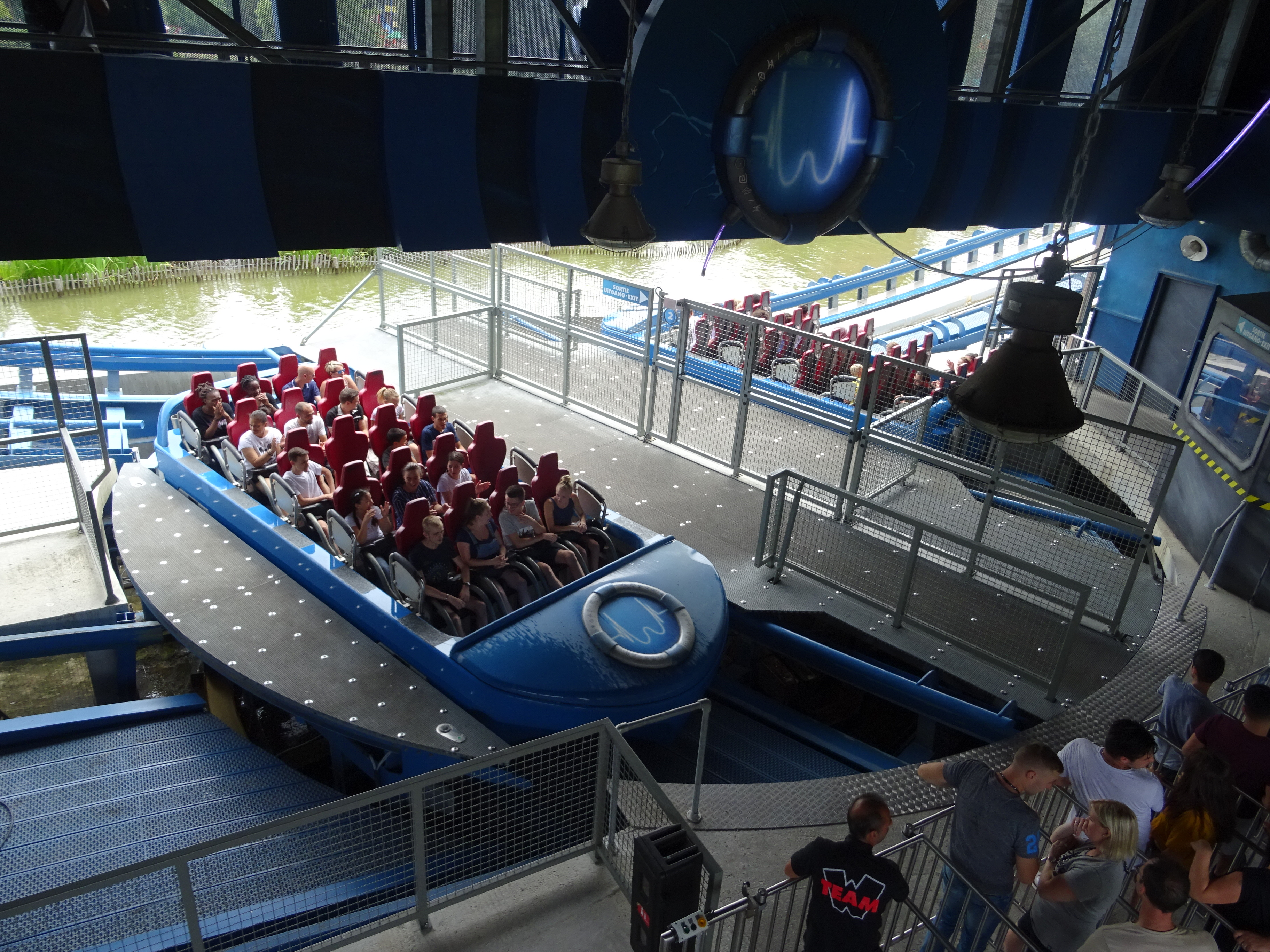
Table de transfert sur Pulsar.

La table de transfert est une portion de voie coulissante, plus longue que le train et permettant de le déposer sur une voie de garage, systématiquement parallèle aux rails du circuit. Kingda Ka possède deux aiguillages pour la double gare, qui sont immédiatement suivis, avant la voie de lancement, par une table de transfert.
Ce procédé est aussi utilisé sur les montagnes russes navette Mr Freeze des parcs Six Flags afin d'augmenter sensiblement la capacité horaire de l'attraction. Lorsqu'un train a effectué son parcours, et rentré en gare, la voie coulisse et met l'autre train sur la voie de lancement. Pour Pulsar à Walibi Belgium, une plaque tournante dotée de deux voies est utilisée.

## Éléments de motorisation et de freinage

### Zone de freinage
Sur un parcours de montagnes russes, on nomme « zone de freinage » les sections du parcours destinées à ralentir ou à stopper les trains. Ces éléments de sections, qui peuvent se situer à des endroits très variés, tout au long du circuit, sont souvent utilisés pour réguler la vitesse et assurer la répartition de différents trains sur un même parcours de manière efficace.
Contrairement à ce que l'on peut croire, la grande majorité des montagnes russes n'ont aucun système de ralentissement embarqué sur les trains, c'est principalement le dispositif installé sur la voie qui permet le freinage. On peut cependant noter comme exception à la règle le Scenic Railway au parc Dreamland Margate en Angleterre et le Vuoristorata du parc Linnanmäki en Finlande, dont la vitesse est régulée par un opérateur embarqué.
Les montagnes russes modernes utilisent des sections de freins gérées automatiquement par des ordinateurs, mais l'on peut encore voir sur de très vieux modèles de montagnes russes que l'opération doit être faite manuellement.

### Roue de friction

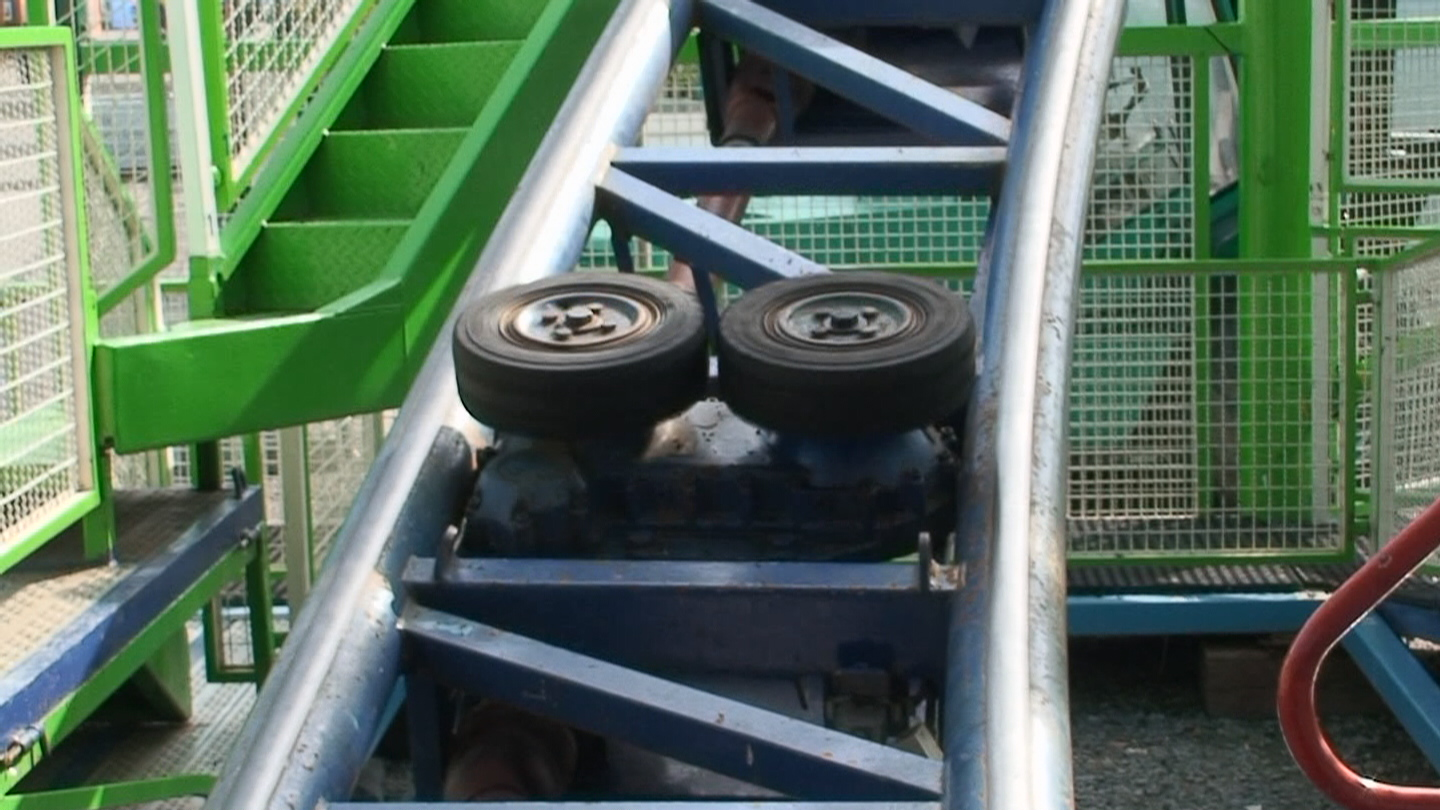
Roues de friction.

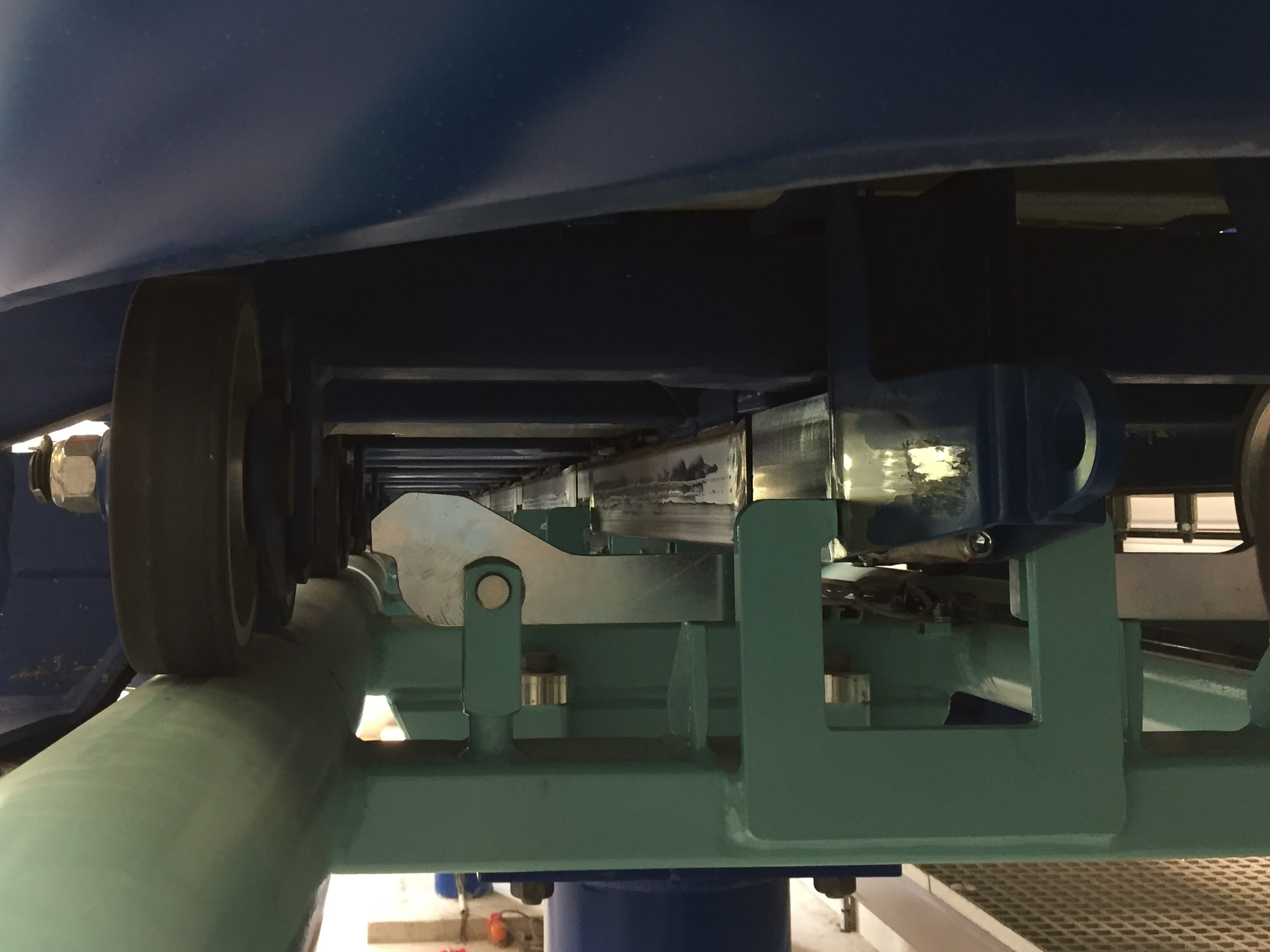
Plaque passant entre les roues de friction pour permettre la propulsion, sous un train de Pégase Express au parc Astérix.

Une roue de friction (drive tire ou squeeze tire en anglais selon le contexte) est essentiellement un pneu motorisé utilisé pour propulser un train le long du rail. Ce procédé est le plus souvent utilisé en station ou sur les zones de freinage. Le train est ainsi déplacé à une vitesse allant de 5 à 20 km/h mais il peut aussi être lancé à grande vitesse dans certaines installations de montagnes russes lancées. Citons ainsi Incredible Hulk Coaster d'Universal's Islands of Adventure, propulsées par pneus sur plan incliné.
Certaines montagnes russes junior comme la gamme Roller Skater de Vekoma utilisent les roues de frictions au lieu d'un lift à chaîne.
Les roues de friction sont aussi utilisées pour déplacer d'autres types d'attractions comme les grandes roues, les bateaux à bascule, les chenilles tournantes foraines ou d'autres manèges à sensations.
Les roues de friction sont souvent utilisées de deux façons pour les montagnes russes. Quand elles sont orientées de manière horizontale, les roues sont souvent placées par paire sur une portion plate, avant d'aller en gare, ou pour en sortir. Dans ce cas, le train se déplace tout doucement. Quand les roues de friction sont orientées verticalement, elles frottent contre une plaque métallique située horizontalement sous le train, bien souvent rainurée pour accroître la friction entre la roue et la voie. L'un des désavantages des roues de friction verticales est qu'en cas de pluie, la friction peut être réduite, cela peut causer un arrêt d'urgence.

### Voie de lancement

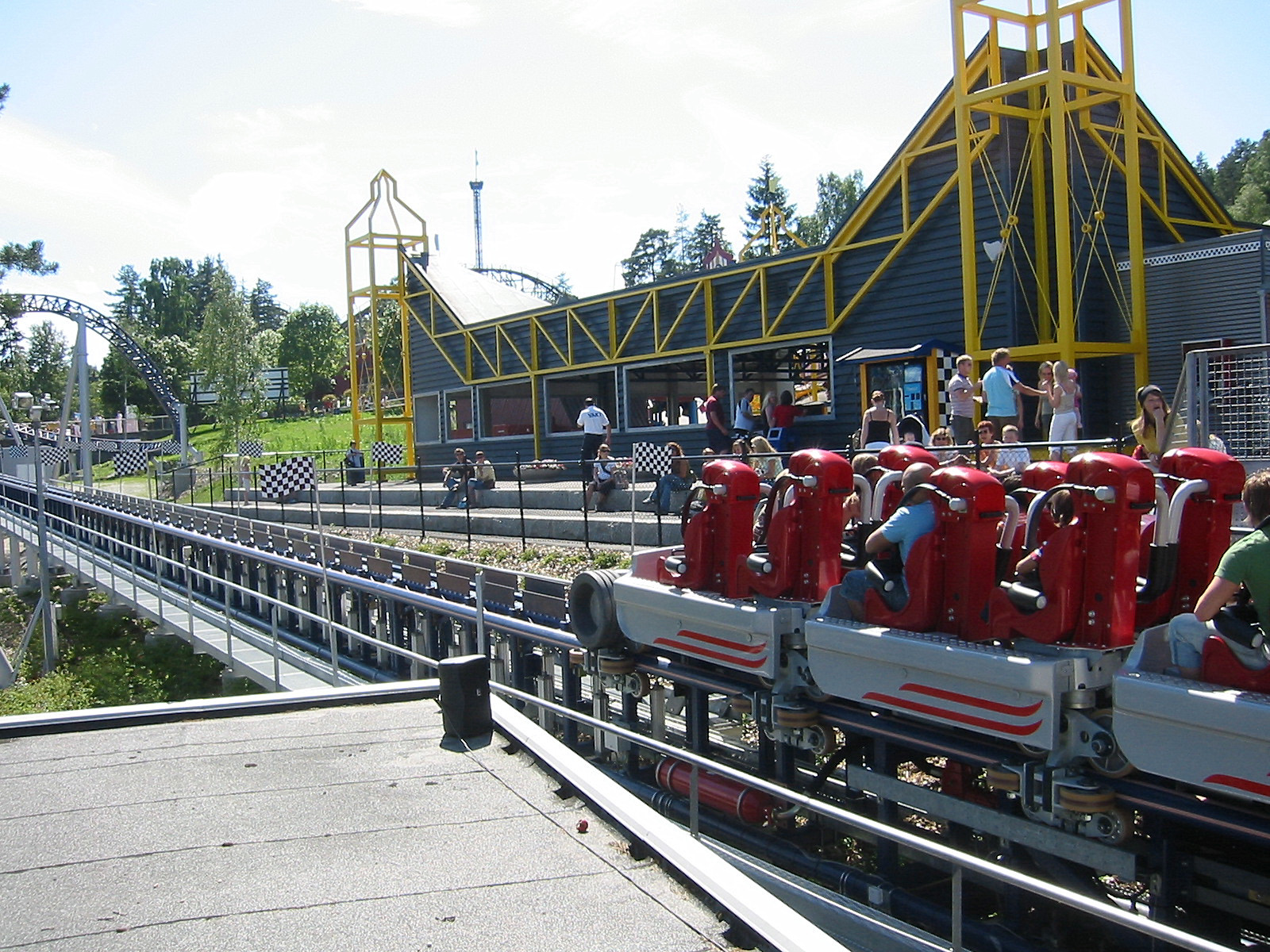
Zone de lancement de Speed Monster (2006), à TusenFryd en Norvège.

Une voie de lancement (ou Launch track) est une section que l'on trouve uniquement sur les montagnes russes lancées. Cette section de rail, toujours en ligne droite permet de faciliter la prise de vitesse lors du lancement de trains. Elle est souvent légèrement inclinée vers le haut de manière à faciliter un éventuel retour en marche arrière du train dans le cas d'un lancement pas assez puissant.
Le fait de lancer le train évite sur le parcours d'avoir un élément de remontée mécanique. Les lift hills traditionnels donnent au train une énergie potentielle de pesanteur en les soulevant jusqu'au point le plus élevé du parcours, sans leur donner de vitesse d'accélération significative alors que la voie de lancement donne au train une énergie cinétique grâce à son accélération maximum, et pas forcément de hauteur.
Cette zone de lancement comprend normalement un certain type de freins. En fonction du type de montagnes russes, ces freins peuvent avoir une autre utilité. Dans le cas des montagnes russes navette, où la voie de lancement sert également de zone de freins finale ou alors comme zone anti-rollback en cas de problème au lancement sur des montagnes russes en parcours fermé comme Stealth, Top Thrill Dragster, Kingda Ka ou Xcelerator. Dans ce cas, les freins se rétractent lors du lancement et se mettent en place juste après pour prévenir un éventuel retour en arrière du train.

#### Moteur linéaire à induction
Le moteur linéaire à induction est un système très simple mais gourmand en énergie électrique, il est utilisé pour propulser les trains des montagnes russes. Il y a des électro-aimants le long des rails et deux plaques en aluminium sur le train. On injecte un très fort courant électrique dans les plaques qui crée un champ magnétique qui va induire un courant dans les plaques en aluminium du train et crée un autre champ magnétique autour du train. Les deux champs magnétiques s'opposent d'après la loi de Lenz-Faraday et se repoussent faisant avancer le train. On injecte un courant de plus en plus fort dans les électro-aimants provoquant l'accélération rapide du train.
Comparé aux autres mécanismes comme le lift, le moteur linéaire est sans maintenance, grâce au vide entre le train et la voie. Le terme anglophone est linear induction motor.

#### Moteur linéaire synchrone
Le moteur linéaire synchrone est une forme de propulsion électromagnétique. Il remplace le lift hill et ne contient aucune pièce mobile. Les LSM permettent de propulser le train à partir de la station de manière très rapide. Le principe est assez similaire au moteur linéaire à inductions. Comme pour le moteur linéaire à induction (LIM), il y a des électro-aimants le long des rails qui sont alimentés en courant alternatif et peut donc changer de polarité sauf que le train a un aimant fixe. Si l'aimant du train est alimenté en (+) alors le 1er électro-aimant des rails sera alimenté en (-) au lancement du train. Deux polarités inverses s'attirent, donc le train avance ; une fois celui-ci dépassé, il passe en (+). Deux polarités identiques se repoussent faisant avancer davantage le train. Le 2e électro-aimant est alors alimenté en (-) et on répète le système de plus en plus rapidement, provoquant l'accélération du train.

### Lift hill

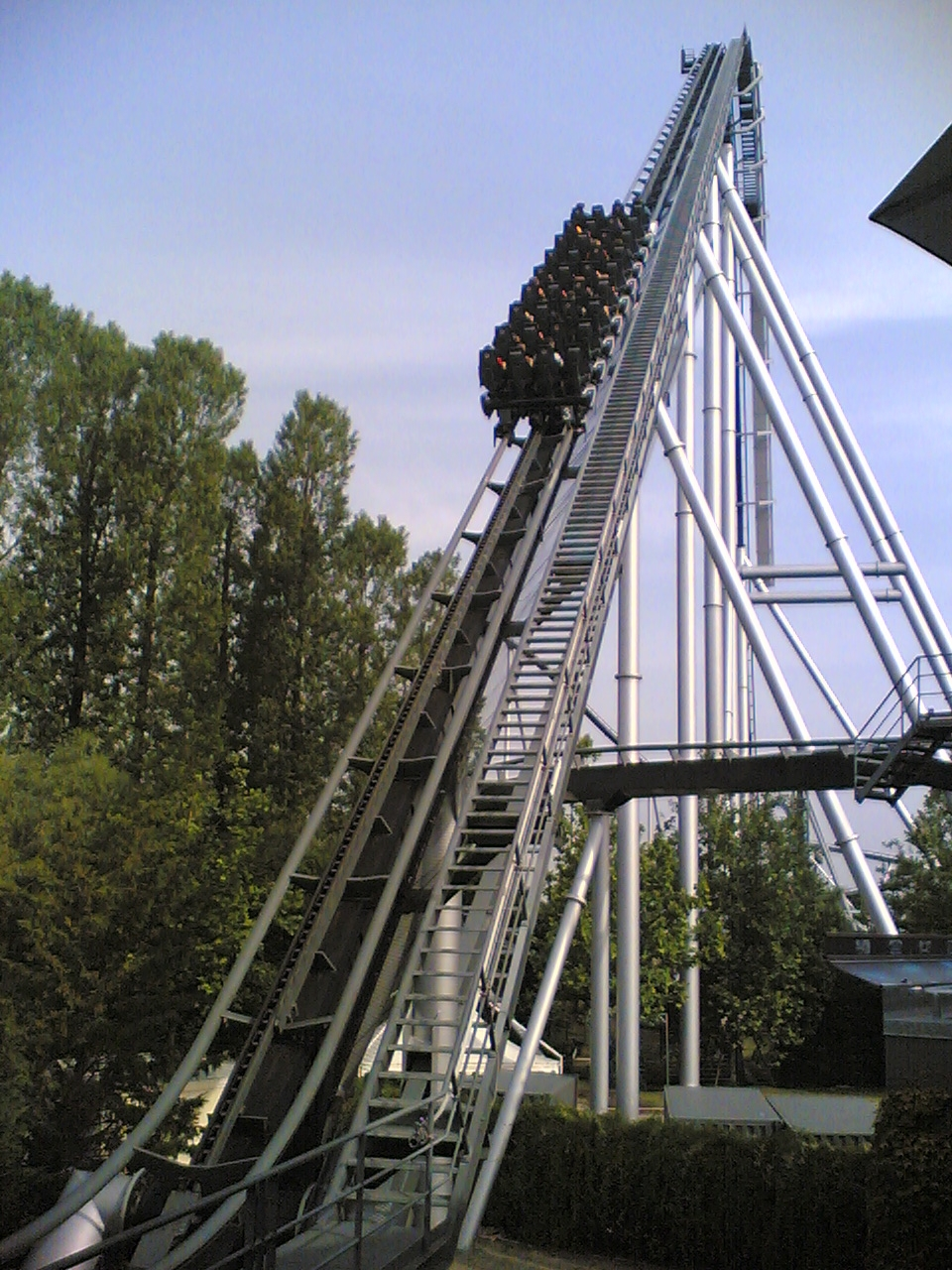
Silver Star (2002), à Europa-Park (Allemagne).

Un lift hill est la section montante de voie de montagnes russes typiques. Il permet de faire arriver le train au point qui, le plus souvent, est le point plus haut de l'attraction. Une fois le sommet atteint, le train est peu à peu dégagé du dispositif de traction et commence alors son parcours au travers du reste du circuit.
Il existe différentes méthodes pour faire parvenir le train au sommet de l'attraction :
- une chaîne qui passe tout le long du lift. La chaîne fonctionne en circuit fermé ;
- un système de propulsion par roues de friction dans lequel les pneus vont permettre d'amener le train au point le plus haut ;
- un câble comme sur Millennium Force de Cedar Point ;
- un système de moteur linéaire (à inductions ou synchrone) comme pour Maverick.

Les launch lift hills de montagnes russes lancées (ou lift hills avec propulsion) sont comme des voies de lancement, mais au lieu d'être sur une section plate, il s'agit d'une section plus ou moins inclinée selon les montagnes russes.
Parfois, le lift hill avec propulsion a la même utilité que le traditionnel lift hill, mais en transportant plus vite le train au sommet. Parfois, il sert directement à propulser le train dans des éléments comme pour Incredible Hulk Coaster à Universal Orlando. Les launch lift hills utilisent le plus souvent les systèmes LIM et LSM, et parfois la propulsion par pneus.

## Éléments à sensations

### Batwing
Pour les articles homonymes, voir Batwing.
Batwing est le nom commercial attribué par Bolliger & Mabillard à une inversion de montagnes russes ayant la forme d'un cœur. Cette inversion consiste en deux loopings, les passagers ont donc la tête en bas deux fois. Le train effectue un mini sidewinder inversé suivi d'un mini sidewinder. Cette inversion est l'inverse d'un cobra roll.
Bolliger & Mabillard propose ainsi cette forme sur ces réalisations Afterburn à Carowinds ou Montu à Busch Gardens Tampa. Arrow Dynamics appelle cette forme le boomerang, bien que ce nom soit déjà massivement utilisé par Vekoma pour une autre forme d'inversion. Arrow Dynamics a par exemple construit sur ce modèle Great American Scream Machine à Six Flags Great Adventure.
Les premières montagnes russes à posséder un Batwing étaient Orient Express à Worlds of Fun. Le nom de l'inversion était alors Kamikaze Curve, littéralement traduisible par « virage kamikaze ». L'attraction a été démolie à la fin de la saison 2003. Goudurix, situé au parc Astérix possède cette figure. Elle est située en 3e et 4e inversions.

### Fer à cheval

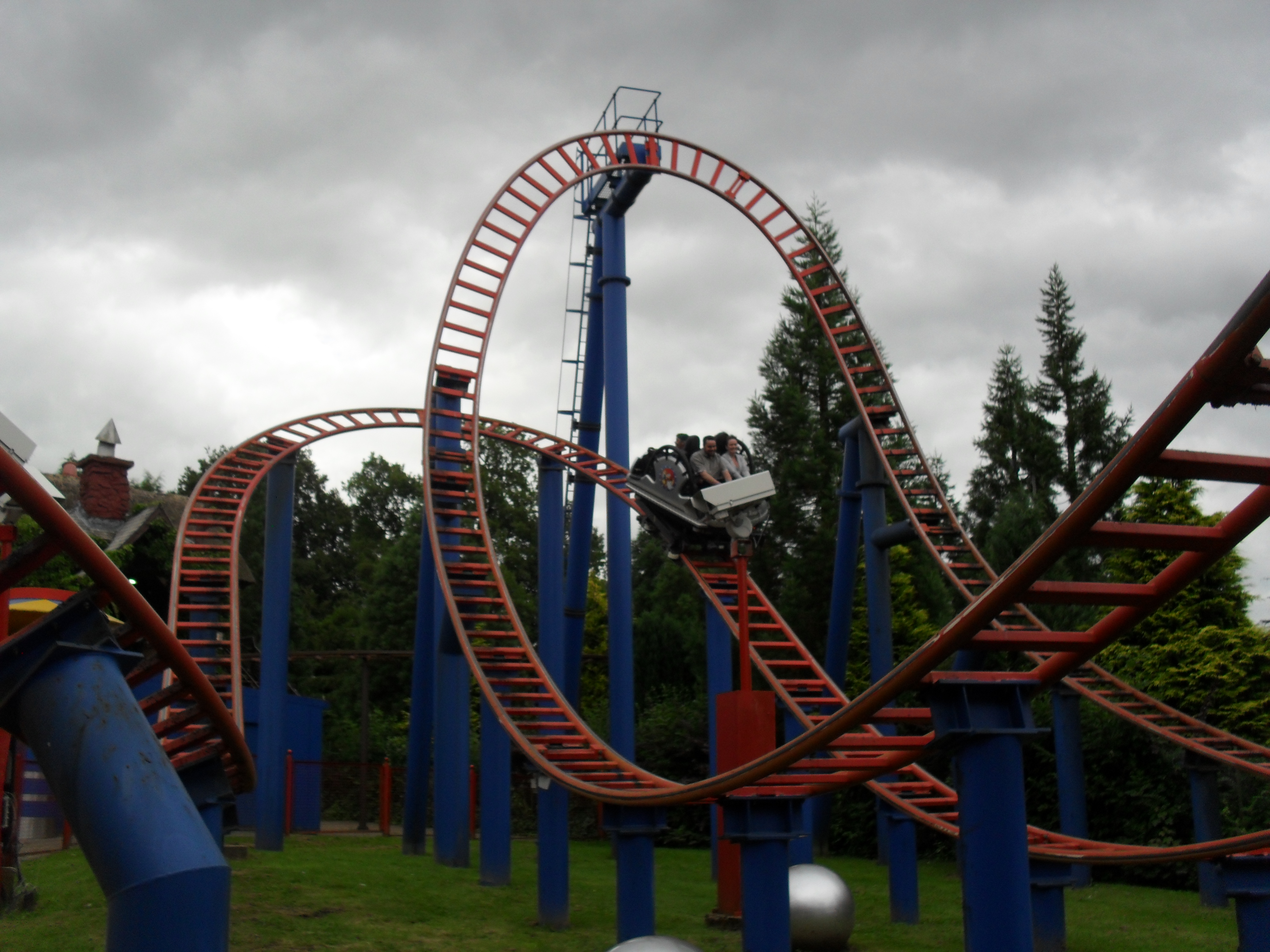
Fer à cheval de Spinball Whizzer, à Alton Towers.

Un « fer à cheval » (en anglais horseshoe) est une figure trouvée sur les montagnes russes construites par Maurer Rides. Il s'agit d'un demi-tour avec une inclinaison de 90 degrés ou plus au sommet de la courbe. On peut le voir par exemple sur Spinball Whizzer, à Alton Towers.

### Batwing

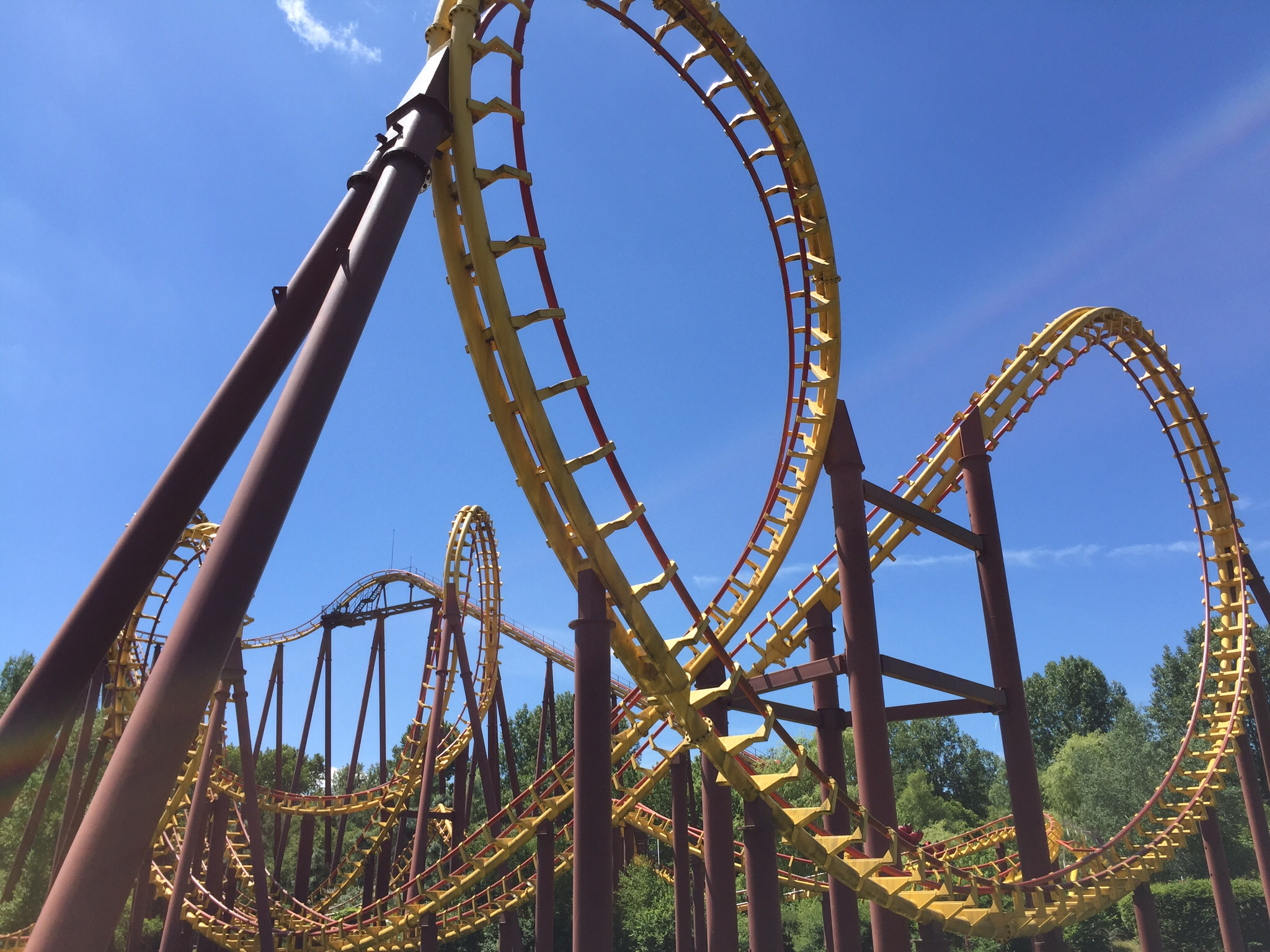
Papillon et Batwing sur Goudurix, au parc Astérix.

Un papillon, aussi connu sous la dénomination anglaise de Batwing, est une inversion que l'on trouve sur les montagnes russes du constructeur Vekoma. Elle débute comme un looping vertical qui tourne d'un angle de 45° sur sa phase ascendante avant de redescendre. Il s'ensuit une figure identique à l'envers. Le nom « papillon » vient d'ailleurs de la forme symétrique créée par la forme des rails.
Le premier parcours de montagnes russes à avoir utilisé cette inversion est Goudurix du parc Astérix, en France.

### Cobra roll

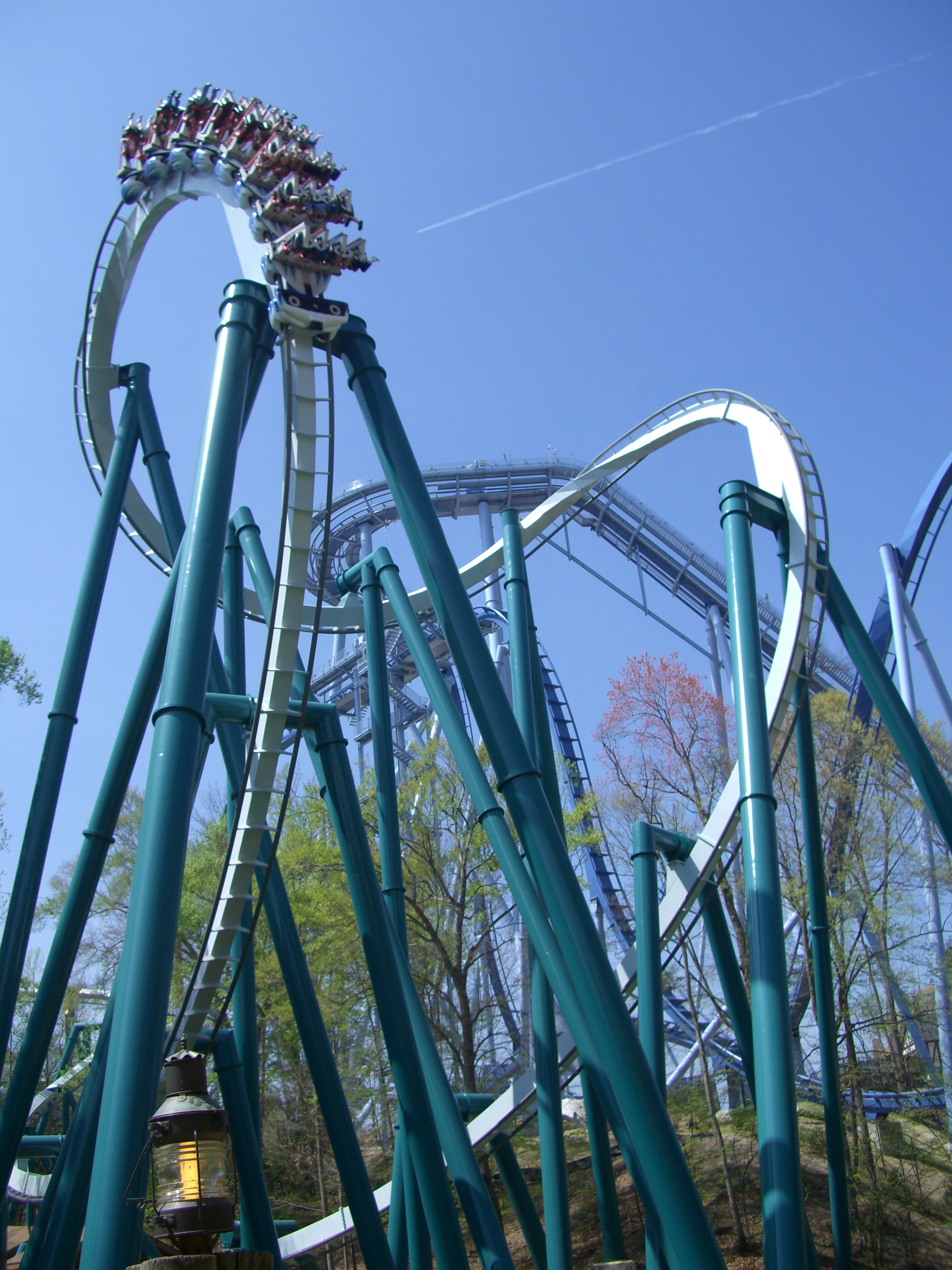
Un boomerang sur Alpengeist.

Le « cobra roll » est une figure qui permet de retourner le train deux fois grâce à deux demi-loopings verticaux rattachés par une section droite non inversée. La figure permet également au train de faire un demi tour à 180° sur le plan horizontal, puisque le sens dans lequel il sort de la figure est l'opposé de celui dans lequel il est rentré.
Le nom de cet élément peut parfois porter a confusion. En effet certains constructeurs comme intamin ou B&M utilisent le nom "cobra roll" quand le constructeur vekoma appel cette figure boomerang. Le nom "cobra roll" reste tout de même le plus utilisé.
La première attraction à avoir été équipée de cette figure fut le célèbre modèle Boomerang, du catalogue Vekoma. La première version a été installée au parc Rafaela Padilla au début des années 1980 mais n'ouvrira que 8 ans plus tard en 1988 et dans un autre parc Six flags Mexico. La première version a ouvrir ces portes au public se situe dans le parc de bellewaerde en belgique et ouvre ces portes en 1984
Les constructeurs appellent cette double inversion Cobra Roll car elle ressemble à une tête de cobra vu de face.

### Vrille ou tire-bouchon

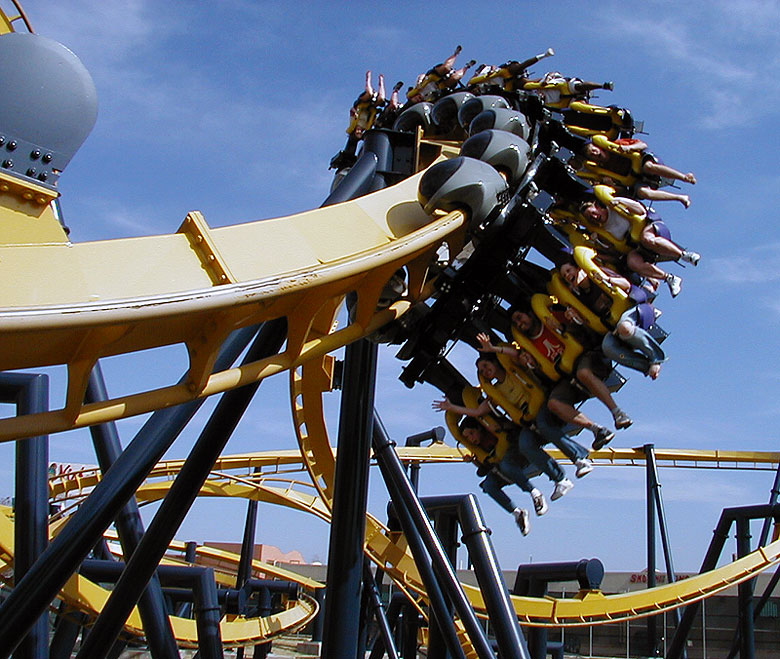
Tire-bouchon sur les montagnes russes inversées Batman: The Ride (1999) de Six Flags Over Texas).

Le « tire-bouchon » (venant littéralement de l'anglais corkscrew, et commercialement appelé flat spin sur les montagnes russes inversées du constructeur Bolliger & Mabillard, est une inversion de montagnes russes qui ressemble souvent à un looping vertical qui aurait été « étiré » sur le principe que les points d'entrée et de sortie de l'inversion sont assez éloignés l'un de l'autre. La principale différence est que les passagers sont inversés à un point de 90° horizontalement à partir de la voie qui arrive alors que dans un looping, l'inversion vient parallèlement à la voie mais revient dans la direction opposée.
Cette inversion a été nommée ainsi à cause de la ressemblance de l'ustensile tire-bouchon utilisé pour retirer les bouchons des bouteilles. Les passagers entrent dans l'inversion et sont transportés de manière significative de la gauche vers la droite pendant que le train effectue un retournement de 360°.
De par le fait que ces inversions soient plus basses que les autres éléments, les tire-bouchon sont souvent trouvés à la fin des parcours et existent parfois en paire appelée « doubles tire-bouchons » ou « triples tire-bouchons ». La fin d'un des tire-bouchon coïncide avec le début du suivant. Il devient même commun de voir des « tire-bouchons entrelacés ». L'entrée de cette inversion y est parallèle avec sa sortie mais la vrille franchit celle de l'autre voie, comme la fin du Dragon Khan à PortAventura Park. Fantasia Special à Tongdo Fantasia en Corée du Sud sont les seules montagnes russes au monde à posséder un « triple tire-bouchons ».
L'appellation anglaise corkscrew est aussi le nom donné à de nombreuses montagnes russes, citons Corkscrew à Valleyfair, qui possède un looping vertical et un double tire-bouchon, et Corkscrew à Cedar Point. On trouve aussi des montagnes russes à Genting Highlands en Malaisie et le fameux Corkscrew d'Alton Towers qui a été démoli fin 2008. Il possédait un double tire-bouchon.
Les premières montagnes russes à posséder un tire-bouchon sont Corkscrew, ouvert en 1975 à Knott's Berry Farm, construites par Arrow Dynamics. En 1989, l'attraction a été déménagée à Silverwood Theme Park où elle est toujours en activité.
Bolliger & Mabillard dessine des tire-bouchons au sommet resserré alors que Arrow Dynamics et Vekoma dessinent leurs tire-bouchon avec une courbe constante.

#### Tire-bouchons entrelacés

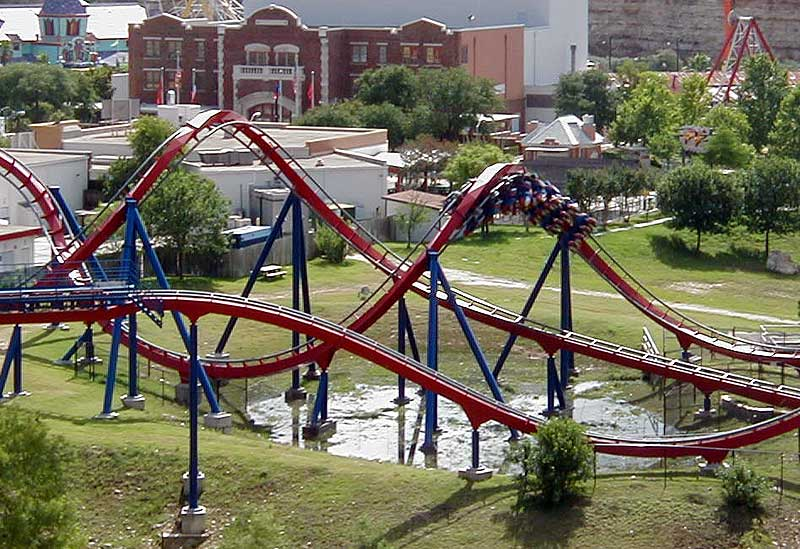
Tire-bouchons entrelacés sur Superman: Krypton Coaster.

Les « tire-bouchons entrelacés » sont un type d'inversion créé par le constructeur Bolliger & Mabillard. Dans cette inversion, deux tire-bouchons séparés tournent chacun autour de l'autre. Malgré le fait qu'ils doivent être proches l'un de l'autre, les deux tire-bouchons ne sont pas forcément traversés par le train de manière consécutive. Cette inversion est aussi connue sous sa dénomination anglaise : « Interlocking corkscrews ».
Exemples de montagnes russes avec des tire-bouchons entrelacés :
- Nemesis Inferno à Thorpe Park et Dragon Khan à PortAventura Park sont les seuls parcours de montagnes russes à posséder des tire-bouchons entrelacés sur le même parcours.

Sur les montagnes russes à double parcours Dragon Challenge d'Universal's Islands of Adventure, le tire-bouchon sur le parcours de Chinese  Fireball (feu) s'emboite sur celui du parcours de Hungarian Horntail (glace).
- Kumba à Busch Gardens Tampa
- Bizarro à Six Flags Great Adventure
- Batman - The Dark Knight à Six Flags New England.

#### Wraparound corkscrew
Le wraparound corkscrew est une inversion créée par Arrow Dynamics. Cela commence avec un tire-bouchon qui se transforme ensuite en un virage descendant de 180°. Le défunt Drachen Fire à Busch Gardens Williamsburg étaient les seules montagnes russes au monde à posséder un wraparound corkscrew. Cet élément était incorporé dans la première descente. Drachen Fire a depuis été démoli.

#### Cutback
Le cutback est une inversion de montagnes russes similaires au tire-bouchon, sauf que les deux demi-corkscrews sont dans une direction opposée donc le train sort de l'inversion par la même direction qu'il n'est entré. Le défunt Drachen Fire à Busch Gardens Williamsburg était les seules montagnes russes au monde à avoir une telle inversion. De nos jours, les montagnes russes tendent plutôt à incorporer des overbanked turns qui permettent de franchir les virages de manière plus fluide et excitante que les cutbacks. Drachen Fire a fermé le 11 juillet 1998 et fut démoli fin 2001 - début 2002.

### Looping plongeant

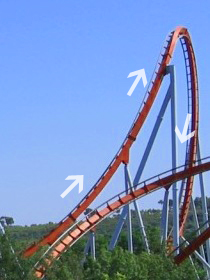
La figure d'en haut est un looping plongeant (Dragon Khan (1995), PortAventura Park en Espagne)

Un « looping plongeant » (en anglais diving loop) est un type d'inversion présent sur des montagnes russes en métal du constructeur Bolliger & Mabillard qui est inspiré d'une manœuvre d'aviation. Dans cette inversion, la piste tourne vers le haut et vers le côté, et ensuite plonge vers le sol en faisant un demi-looping vertical. Cet élément est vu sur les montagnes russes assises, debout et sans sol de B&M. Arrow Dynamics et Vekoma utilisent un élément similaire appelé Reverse Sidewinder. Un looping plongeant est la forme inverse d'un looping Immelmann. Le Reverse Sidewinder est la forme inverse du Sidewinder (la version d'Arrow et de Vekoma de l'Immelmann). Cet élément peut être vu sur le Cyclone de Dreamworld en Australie (anciennement Big Dipper à Luna Park) et sur le Ninja conçu par Vekoma à Six Flags Over Georgia, près d'Atlanta (anciennement Kamikaze à Dinosaur Beach).

#### Looping plongeant incliné
Un « looping plongeant incliné » est similaire à un looping plongeant mis à part qu'il est exécuté à partir d'un certain angle au lieu d'être vertical. C'est donc essentiellement un looping plongeant qui a été renversé. Le seul exemple est sur Hydra the Revenge à  Dorney Park.

### Hammerhead Turn

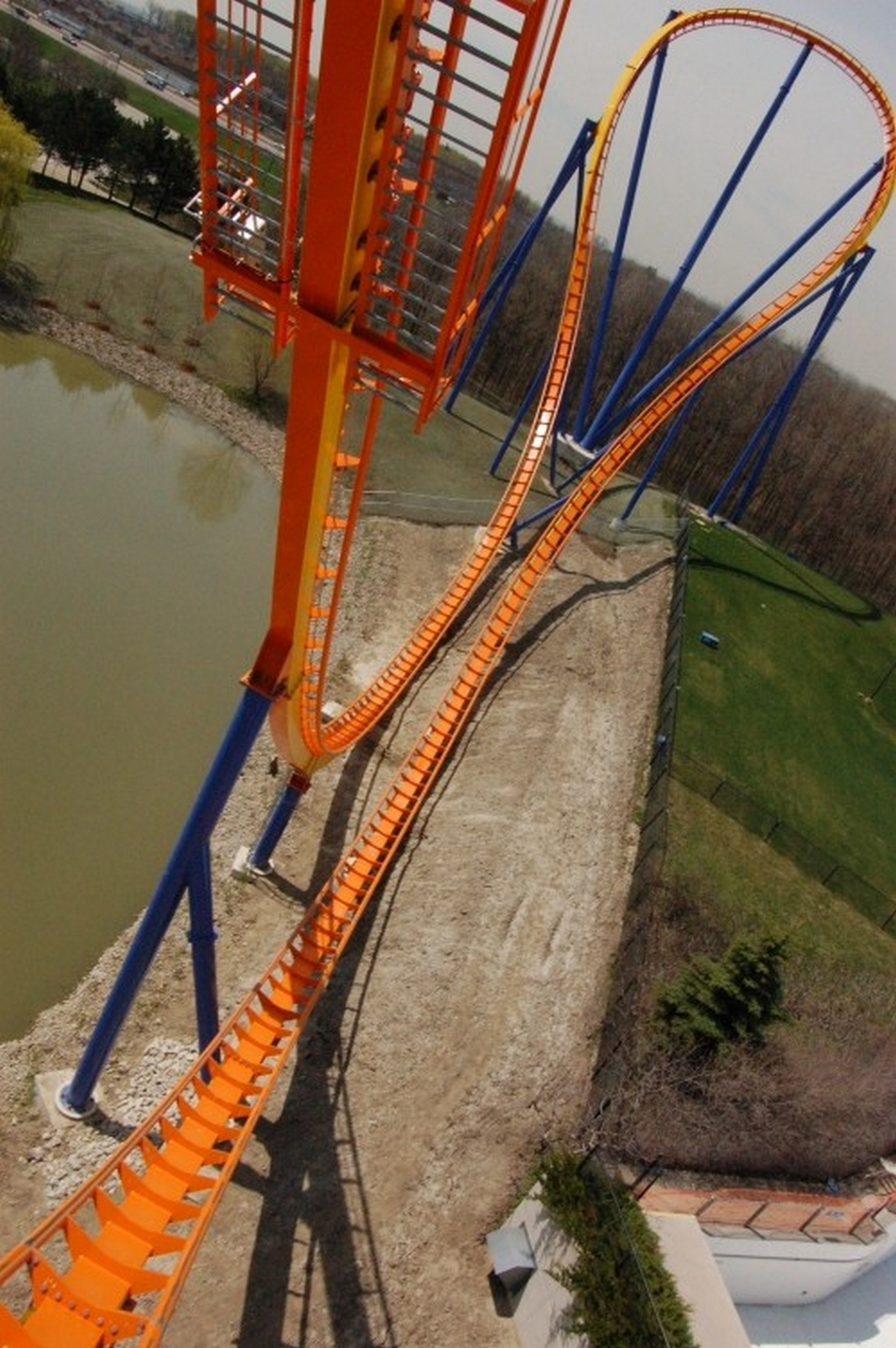
Le hammerhead turn de Behemoth à Canada's Wonderland.

Un hammerhead turn, traduisible par « virage en tête de marteau », est un élément similaire à un overbanked turn excepté le fait que la forme du virage est faite pour rappeler la tête d'un requin marteau. Le train entre dans l'élément avec un grand virage incliné par la droite, effectue un demi tour vers la gauche puis sort de cet élément en effectuant de nouveau un grand virage vers la droite.
Les Hammerhead turns sont des éléments visibles sur quelques hyper montagnes russes et méga montagnes russes de Bolliger & Mabillard comme Nitro à Six Flags Great Adventure, Behemoth à Canada's Wonderland, Silver Star à Europa-Park et Diamondback à Kings Island.

Illustration d'une heartline roll, le schéma de gauche illustre une inversion normale (barrel roll) où le centre de rotation est sur le rail central. Le schéma de droite est une heartline roll, où le centre de rotation est approximativement à la place du cœur du passager.

### Heartline roll

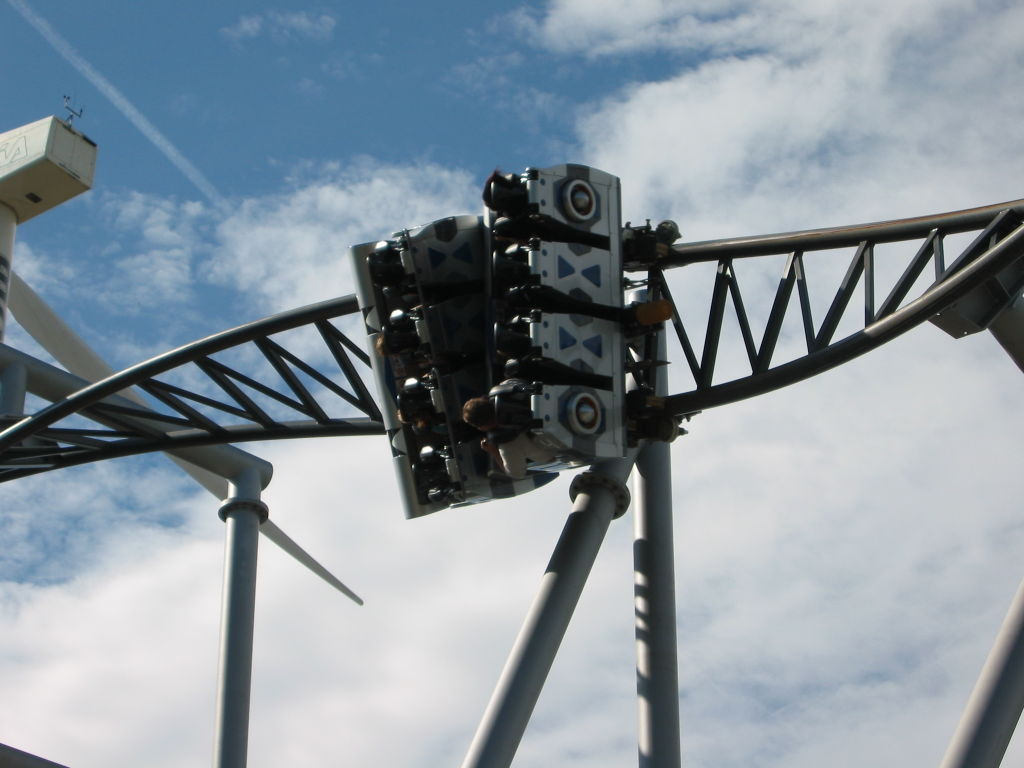
Heartline Roll sur Typhoon à Bobbejaanland.

Une heartline roll est une inversion de montagnes russes dans laquelle le passager subit un renversement, un « tonneau » de 360°. Les Heartline rolls sont souvent confondues avec les inline twists.
Dans une heartline roll, le centre du train tourne (effectue une rotation) sur un seul axe.
Le train lui-même change d'élévation de manière que le train se déplace sur la même ligne mathématique que lorsqu'il a commencé l'inversion (comme dans le Blue Fire Megacoaster à Europa-Park).
Dans un inline twist, la voie demeure droite tout au long du renversement de 360° si bien que le train se déplace en bas puis remonte durant le twist. Dans certains cas, comme pour les montagnes russes volantes Flying Dutchman du constructeur Vekoma, le degré à partir duquel le train dévie de la ligne par rapport à son entrée est si grand que l'élément est impossible à distinguer d'un tire-bouchon (corkscrew).
Il existe une autre confusion entre une heartline roll et un zero-G roll. Un zero-g roll est simplement une bosse standard avec un retournement de 360° au sommet. Le train monte, se retourne et redescend procurant même un bref moment d'Airtime. Dans une heartline roll, encore une fois, le train ne change par de position par rapport à l'horizontale formée par la ligne depuis son entrée dans l'inversion.

### Immelmann

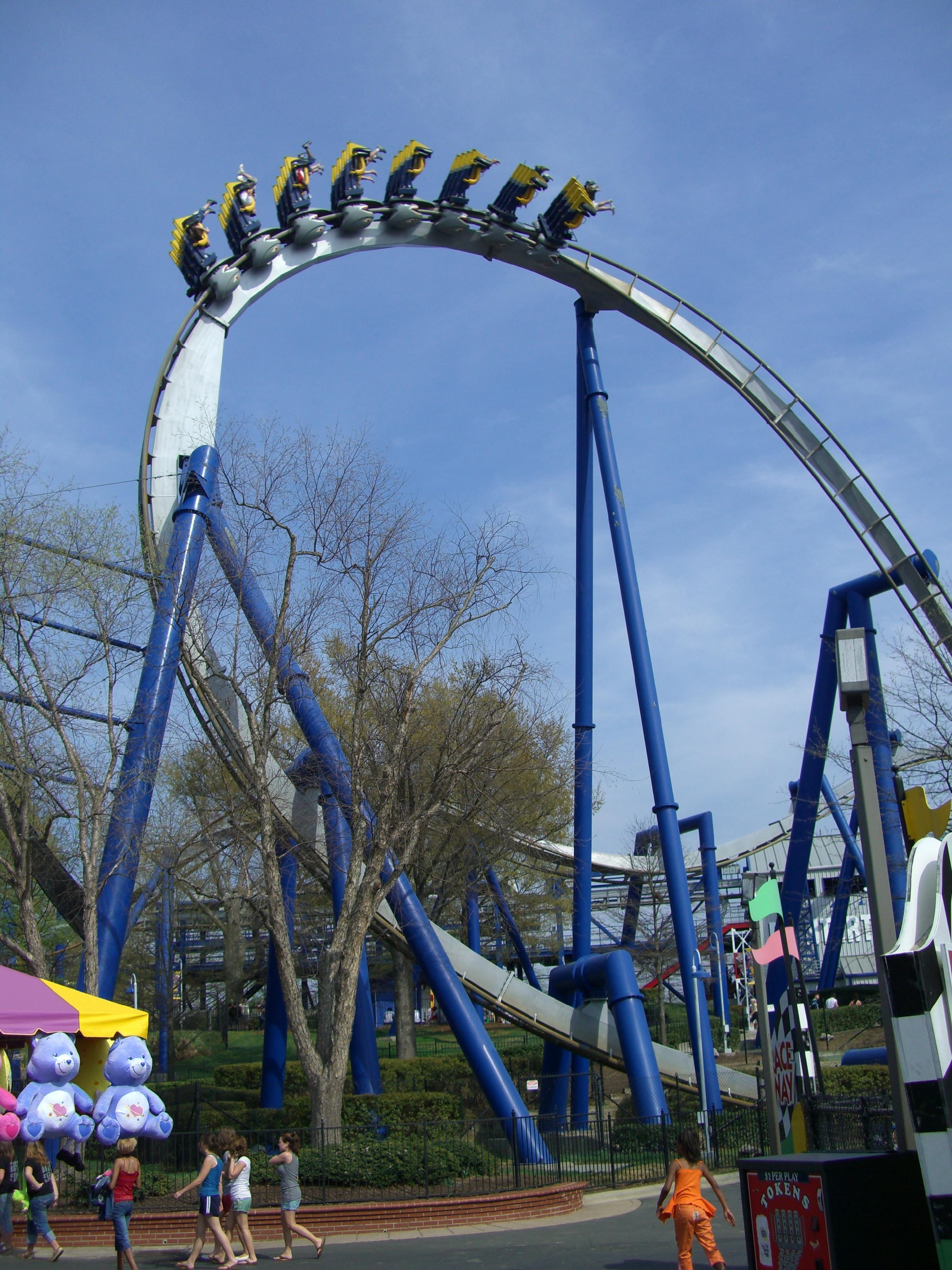
Immelmann sur Afterburn de Carowinds.

Un Immelmann (également appelé looping Immelmann) est le nom d'une figure sur le tracé des montagnes russes en métal. Inspirée d'une figure acrobatique aérienne, cette inversion doit son nom à l'as de l'aviation allemand, inventeur de cet élément, Max Immelmann.
Pour cette figure, le train entame une boucle (comme un demi looping vertical) en partant du bas et en se redressant jusqu'à se retrouver en position haute retournée. Le train enchaine alors avec une vrille permettant de remettre le train dans le bon sens. Le train se retrouve dans le sens opposé de son arrivée.
Le looping plongeant reprend la même forme de tracé de la voie que pour l'Immelmann, mais avec la différence que le train entame la figure par la vrille.

### Inline twist

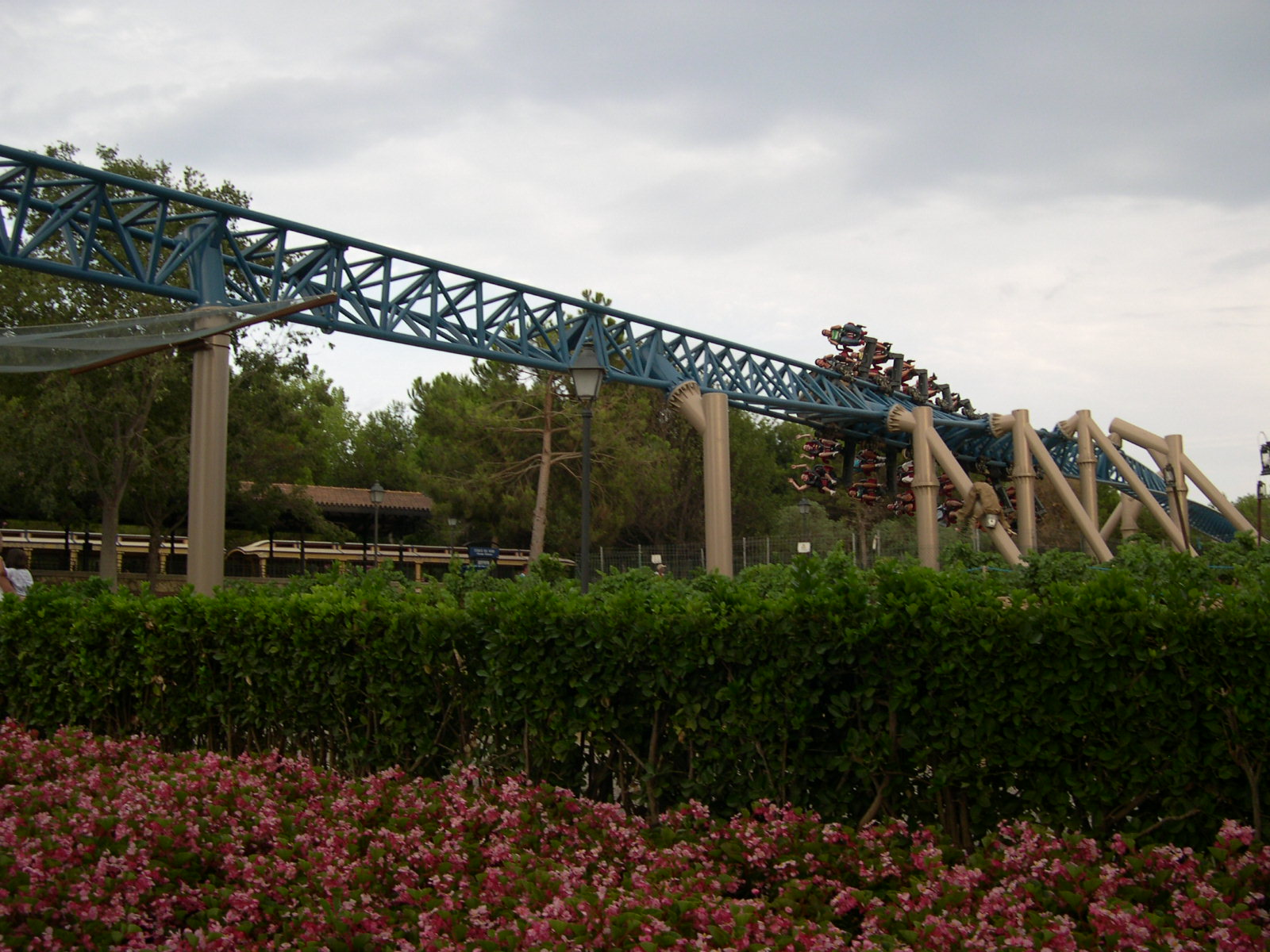
Inline Twist sur Furius Baco.

Un inline twist est une inversion de montagnes russes dans lequel le passager subit une inversion de 360° . L'inline twist est souvent trouvée sur les montagnes russes volantes telles Galactica, Batwing, Superman: Ultimate Flight, et Firehawk (anciennement X-Flight de Geauga Lake). Cet élément est souvent confondu avec une heartline roll.
Dans une heartline roll, le centre du train tourne sur un axe qui est le centre du train et qui est à la hauteur du cœur du passager. Tout au long de cette inversion, cet axe ne varie pas, ni même la hauteur. En revanche, dans un inline twist, le train tourne autour de la voie qui, elle, reste dans le même axe, il n' y a ici pas de différence d'élévation dans la voie. Les Inline twists sont souvent nommés barrel rolls, c'est-à-dire, des « tonneaux ».

### Looping norvégien

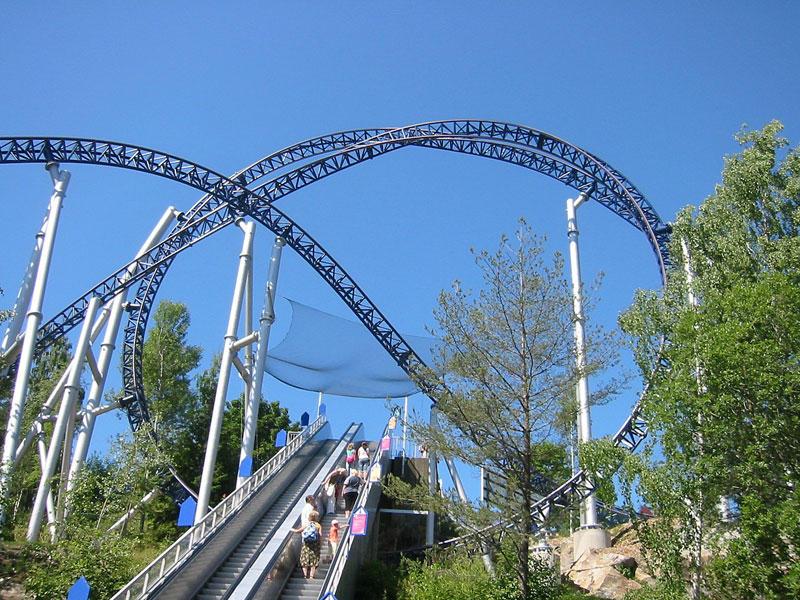
Speed Monster

Un looping norvégien (ou Norwegian Loop en anglais) est un élément fait de deux éléments distincts : un looping plongeant suivi d'un Immelmann, le tout forme une inversion ayant l'air de deux loopings côte à côte, cet élément est similaire aux loopings bretzels des montagnes russes volantes, sauf que le train effectue un twist lorsqu'il entre et sort du looping. Cela peut aussi être vu comme un looping normal qui entre à partir du sommet. Cet élément est apparu la première fois sur Speed Monster à TusenFryd en Norvège.

### Overbanked turn

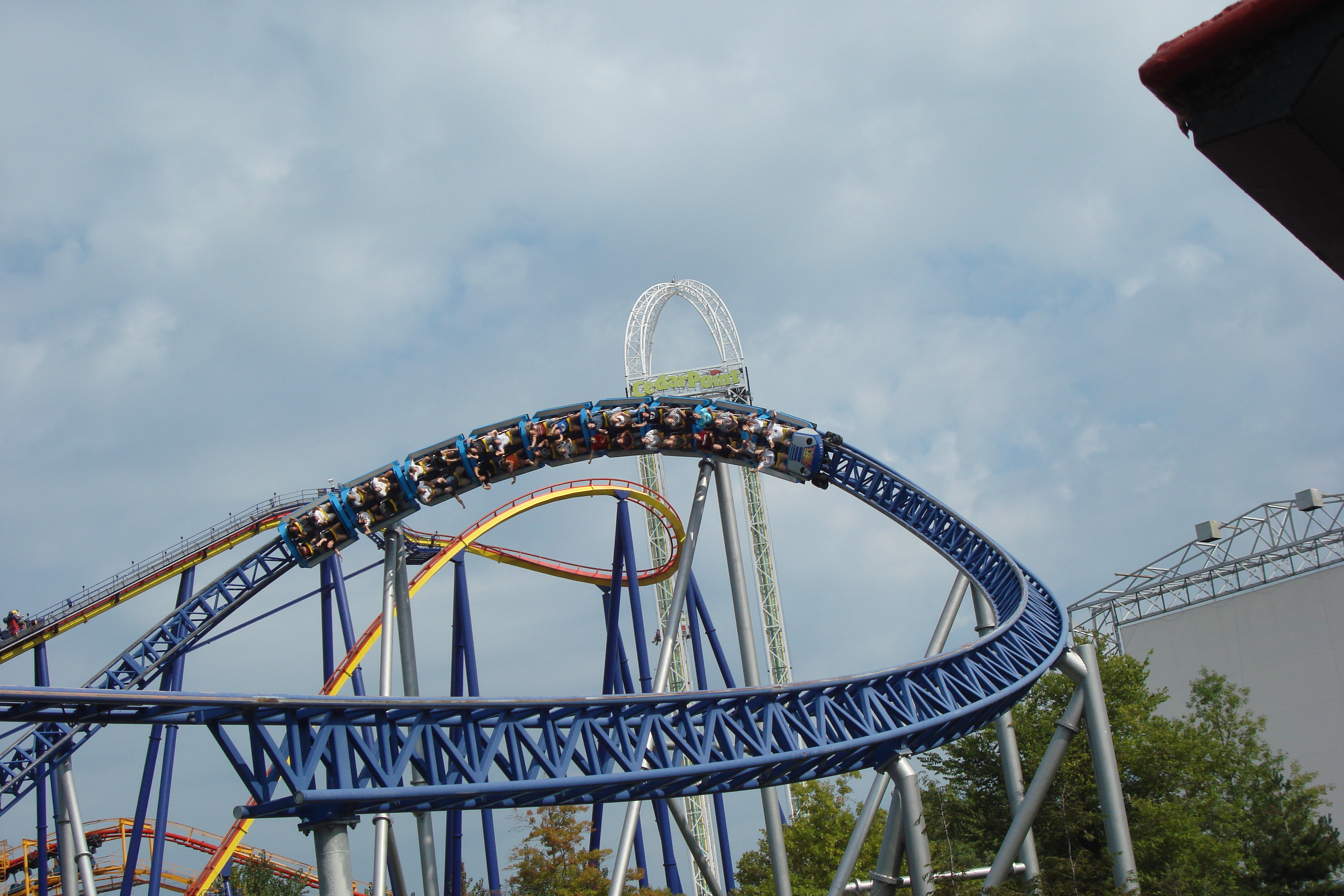
Overbanked turn de Millennium Force.

Un overbanked turn est un élément en commun sur beaucoup de montagnes russes en métal, particulièrement celles construites par Intamin. Cet élément est un virage ou une courbe où la voie penche au-delà de 90°, habituellement 100 à 120°. Deux exemples d’overbanked turn aux États-Unis sont le premier demi-tour de Superman the Ride à Six Flags New England, et Millennium Force à Cedar Point qui comporte trois overbanked turns séparés. Cet élément n'est pas une inversion.

### Looping bretzel

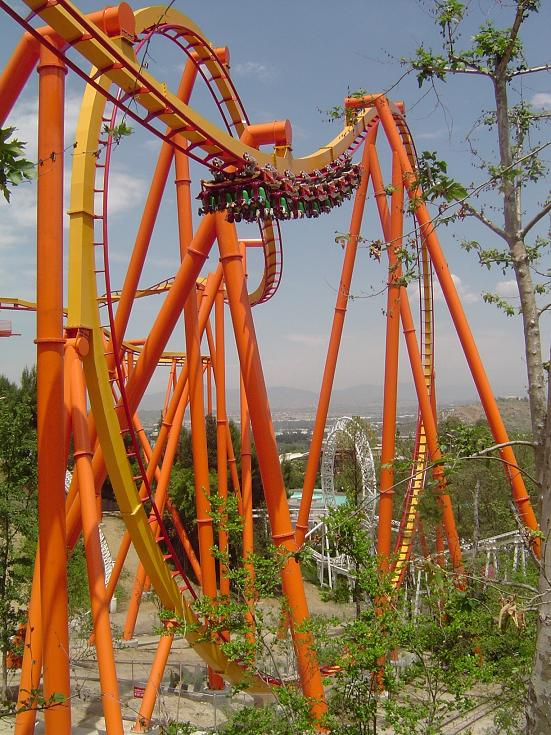
Tatsu : le pretzel loop fait 37.8 m de haut.

Le looping bretzel (pretzel loop en anglais) est une large inversion trouvée sur les montagnes russes volantes Bolliger & Mabillard. Cette inversion consiste en un demi looping descendant suivi d'un demi looping remontant. Depuis certains points de vue, cette inversion à la forme d'un bretzel.
Seules sept montagnes russes possèdent un looping bretzel : le trio des Superman: Ultimate Flight à Six Flags Great Adventure, Six Flags Over Georgia, et Six Flags Great America ; Crystal Wings à Happy Valley (Pékin) (ce sont aussi un clone des trois précédentes), Viper et Tatsu à Six Flags Magic Mountain. Lorsque le passager traverse un looping bretzel, il est tout d'abord sur le ventre au début de l'inversion, il est ensuite sur le dos dans le bas et l'inversion et retrouve finalement une position « volante » à la fin de l'inversion.

#### Pretzel Knot
Le Pretzel Knot est une double inversion ayant la forme d'un bretzel. Elle n'a été utilisée qu'une seule fois sur les montagnes russes Moonsault Scramble de Fuji-Q Highland. Il s'agissait de méga montagnes russes navette de 75 m de haut dont l'inversion produisait 6,2 G. L'attraction installée en 1983 a été démantelée en 2000 à la suite de trop grosses forces G et d'un mauvais débit. Le train lâché à 75 m de haut, en marche arrière, traversait la gare à 105 km/h vers l'inversion, montait puis tournait vers la gauche, descendait puis remontait et repartait vers l'autre flèche, il faisait ensuite le retour en sens inverse. Cette inversion n'a plus jamais été reprise pour un parcours de montagnes russes.

### Raven Turn
Un raven turn est une demi inversion dans des montagnes russes qui consiste en une moitié de looping suivie d'une descente qui ramène à un niveau similaire du point de départ de l'inversion. Cet élément n'est possible que sur les montagnes russes volantes et quadridimensionnelles. Actuellement, cette inversion n'est présente que sur deux montagnes russes quadridimensionnelles : X2 et Eejanaika.
Le terme général Raven Turn se réfère à n'importe quelle inversion qui suit le design décrit ci-dessus. Il existe en fait deux types de Raven Turn : l’Inside Raven Turn, ou Raven Turn intérieur : les rails sont sous le train à l'entrée de l'inversion et sont au-dessus lors de la sortie, le passage dans le demi looping est intérieur. Le second type est l'Outside Raven Turn, ou Raven Turn extérieur : le train entre dans l'inversion en étant sous les rails, passe le demi looping à l'extérieur et les rails sont en dessous du train à la sortie de l'inversion.

### Roll out
Un roll out est identique à un sidewinder. Alors qu'un sidewinder consiste en un demi looping suivi d'un demi tire-bouchon, un roll out consiste en un lancement dans une section de rail allongée suivi d'un quart de looping et d'un large demi tire-bouchon. Actuellement, le roll out est un élément unique à Volcano, The Blast Coaster de Kings Dominion , cette inversion est le plus haut point de l'attraction (47,2 mètres). Elle est connue pour être l'inversion où les passagers sont éjectés de l'ancienne montagne Lost World.

### Sea serpent roll

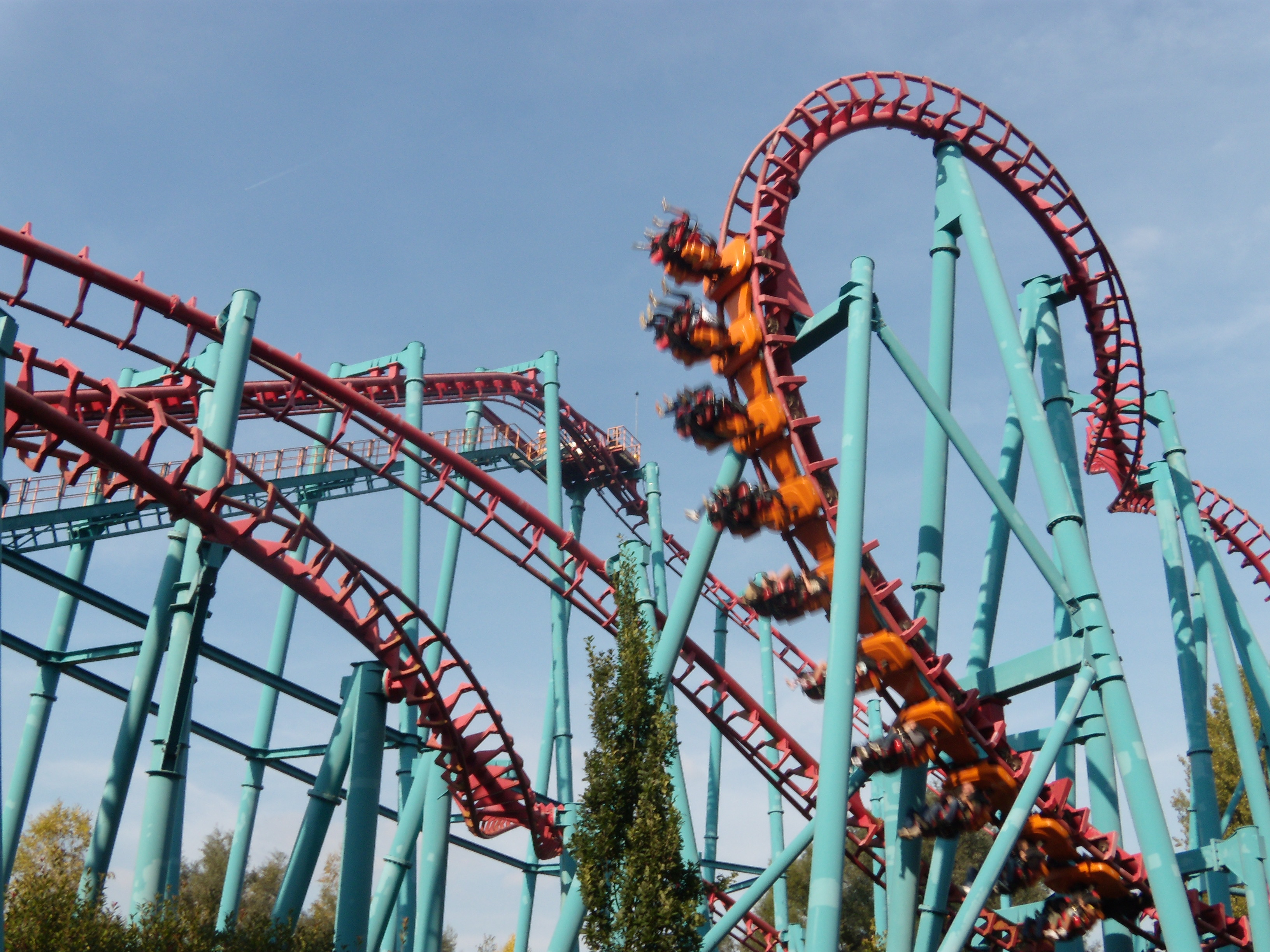
Le Vampire de Walibi Belgium : le train s'engage dans un sea serpent roll ou roll over.

Un Sea Serpent Roll (Vekoma : roll over), est une figure qui permet de retourner le train deux fois et qui ressemble au cobra roll, sauf que les deux moitiés se font face dans des directions opposées . Cette inversion peut aussi être vue comme un Sidewinder inversé suivi d'un Sidewinder. Les trains sortent de l'élément dans la même direction qu'ils sont entrés, contrairement au Cobra Roll où les trains effectuent un demi-tour de 180°.
Le sea serpent roll n'est pas aussi commun que les autres inversions telles le looping vertical, le tire-bouchon ou le cobra roll. C'est un élément devenu commun sur nombre de montagnes russes inversées. Medusa à Six Flags Discovery Kingdom furent les premières montagnes russes avec un sea serpent roll. Le nom de cette inversion est traduisible par « roulement de serpent de mer ».

### Top hat

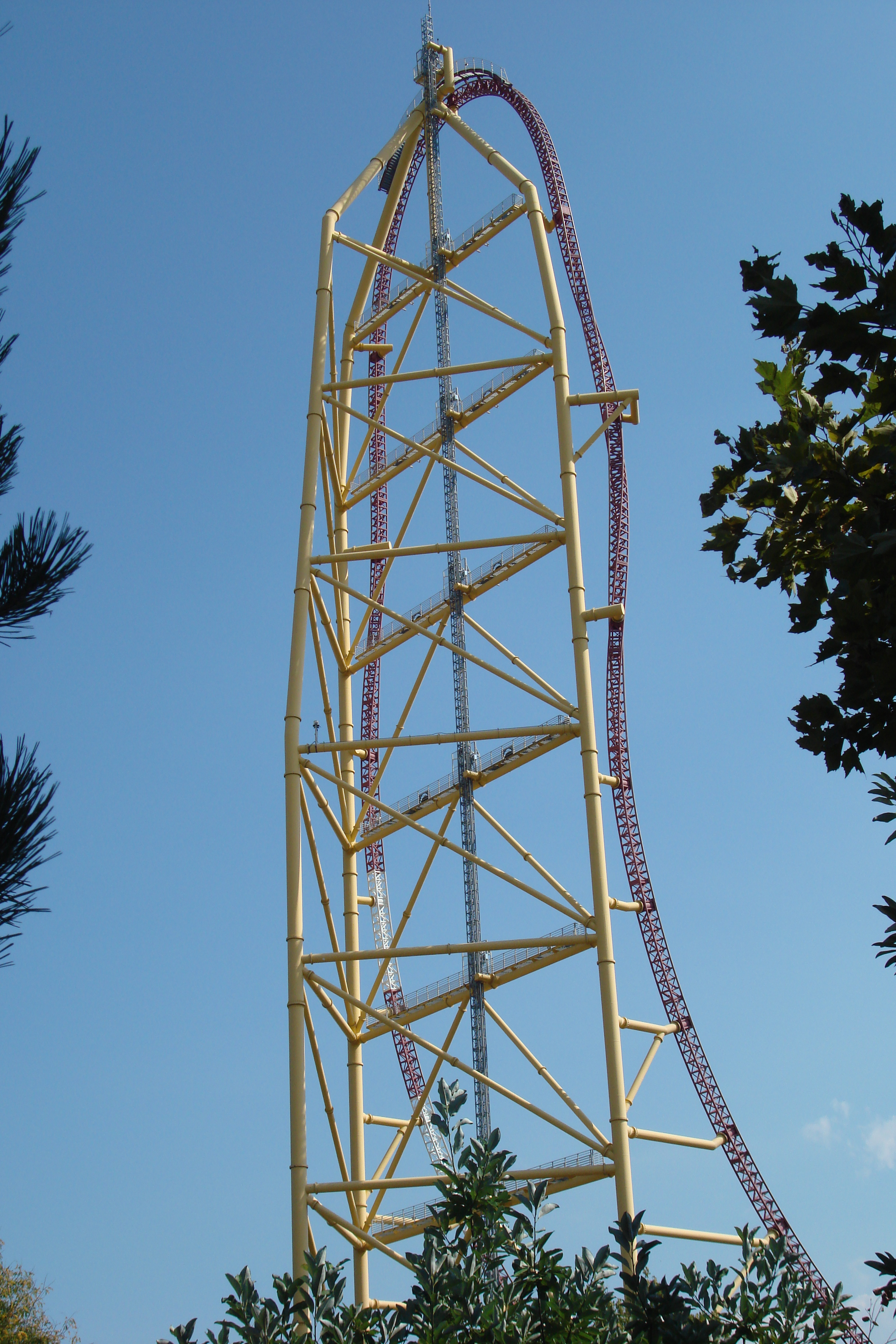
Top hat extérieur de Top Thrill Dragster à Cedar Point, à Sandusky, dans l'Ohio

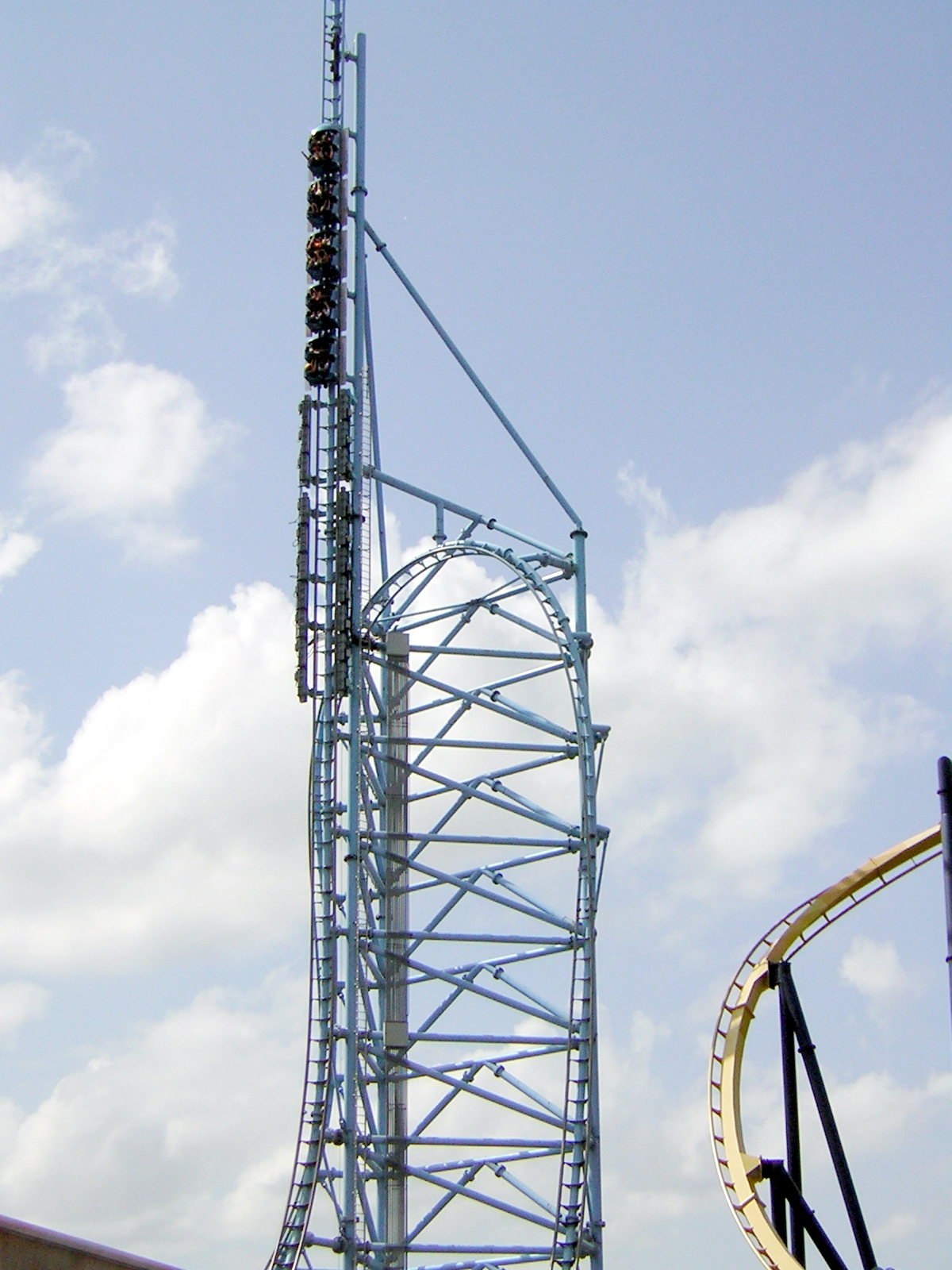
Top hat intérieur de Mr. Freeze à Six Flags Over Texas.

Un top hat est un élément commun aux montagnes russes lancées, cela implique donc une propulsion autre que celle engendrée par un lift hill. Un top hat standard consiste dans ce qui est essentiellement une bosse avec une montée et une descente de 90°, le train ressort dans la même direction qu'il est entré.
Dans une inversion de top hat, aussi nommé inside top hat (« Top hat intérieur »), quand le train approche au sommet du « chapeau » (hat), il effectue un renversement de 90° et passe à l'intérieur de l'élément, et une fois que le train a atteint l'apex, il fait un tonneau en passant en dessous de la voie puis revient à sa position initiale pour la descente. Les passagers subissent donc une inversion.
En revanche, un outside top hat (« Top hat extérieur ») n'est pas une inversion mais reste tout de même un élément à sensations de par sa hauteur et sa forme en aiguille ou pic, comme sur Kingda Ka et Top Thrill Dragster, respectivement 139 et 128 mètres, voire de Stealth à Thorpe Park (62 mètres).

### Spirale verticale
Une « spirale verticale » (Vertical spiral en anglais) est un élément qui ne constitue pas une inversion, on la trouve sur les strata montagnes russes Kingda Ka et Top Thrill Dragster. Cela est dû au fait qu'il faut une certaine hauteur afin que le train puisse effectuer une spirale tout en étant en piqué. La spirale verticale est toujours consécutive à un top hat. Il s'agit en quelque sorte d'une Heartline roll verticale.

### Twisted horseshoe roll

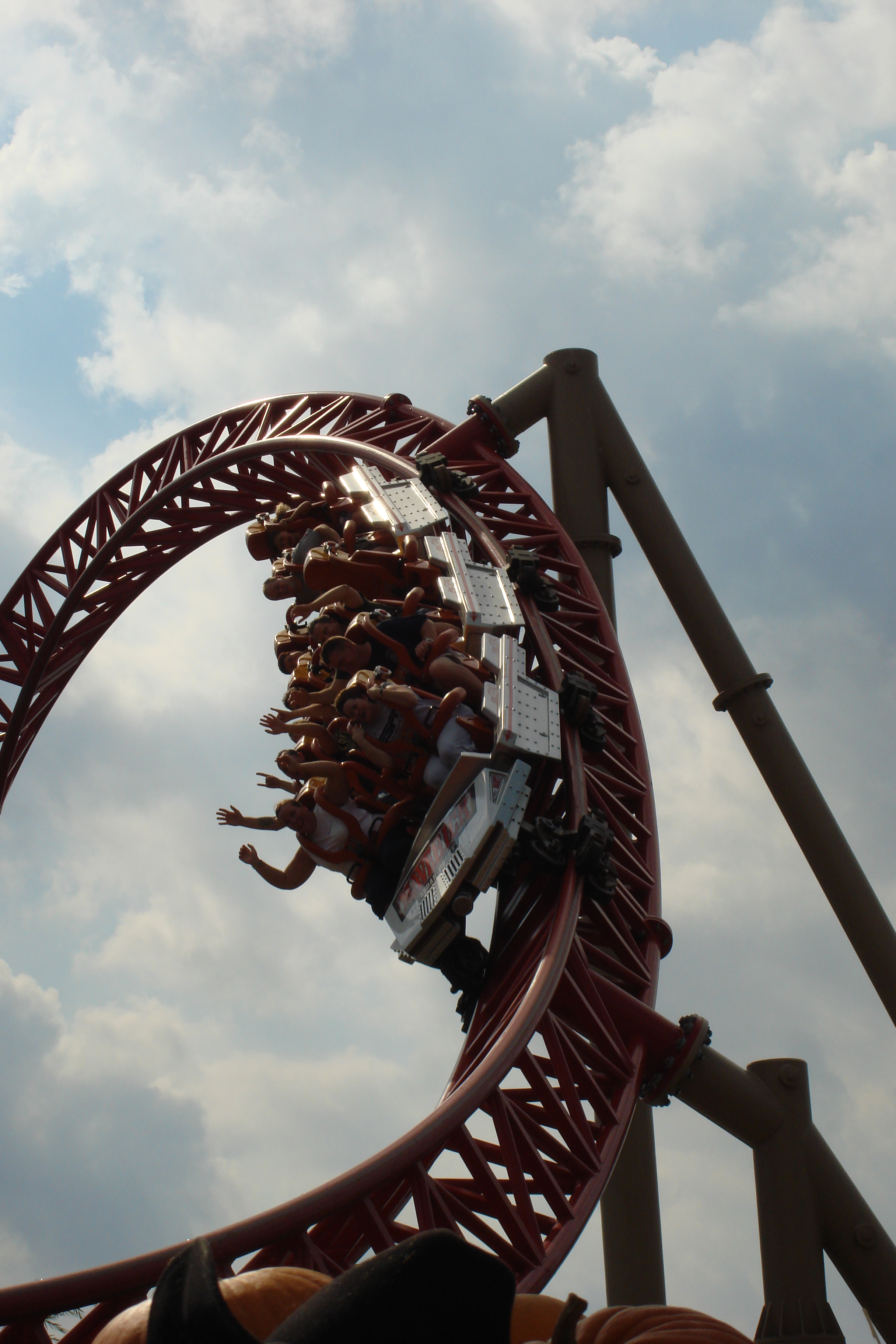
Maverick (2007), de Cedar Point dans l'Ohio, passant à travers la seconde partie du Twisted horseshoe.

Un « twisted horseshoe roll » est un élément de montagnes russes dans lequel il y a deux inversions (un peu comme un cobra roll ou un batwing). Cela commence avec un tire-bouchon (dans le sens des aiguilles d'une montre), un virage incliné à 180° et finit avec un second tire-bouchon, celui-ci dans le sens inverse des aiguilles d'une montre.
Malgré un nom assez similaire, cet élément n'a pas de vraie ressemblance avec un fer à cheval (horseshoe).
Les montagnes russes existantes et possédant une telle inversion sont Maverick à Cedar Point ouvert en 2007, Blue Fire Megacoaster à Europa-Park ouvert en 2009.

### Vertical Drop Track
Une vertical drop track (littéralement Piste tombante verticale), pouvant aussi être apellée tour de chute (ne pas confondre avec l'attraction du même nom Tour de chute) ou section de chute libre, est une section de la piste destiné à surprendre ses passagers. Elle consiste en un morceau de rail horizontal monté sur une tour cachée grâce aux décors de la montagne russe. Après l'arrêt complet du train dessus, et un éventuel élément de thématisation, la  tour doit brusquement descendre en emportant le train, provoquant un airtime.

La descente peut être soit après un cahot, soit directe, tout dépendant de l'effet recherché. Après un réalignement des rails, le départ du train est à nouveau permis.

Cet élément est généralement placé en début ou en fin de parcours.

Seule une dizaine de montagnes russes possède une vertical drop track, la première étant Th13teen à Alton Towers.

Autres exemples de montagnes russes possédant cet élément :
- Hagrid's Magical Creatures Motorbike Adventure à Universal's Islands of Adventure
- Objectif Mars au Futuroscope
- Verbolten à Busch Gardens Williamsburg
- Namazu à Vulcania

### Looping vertical

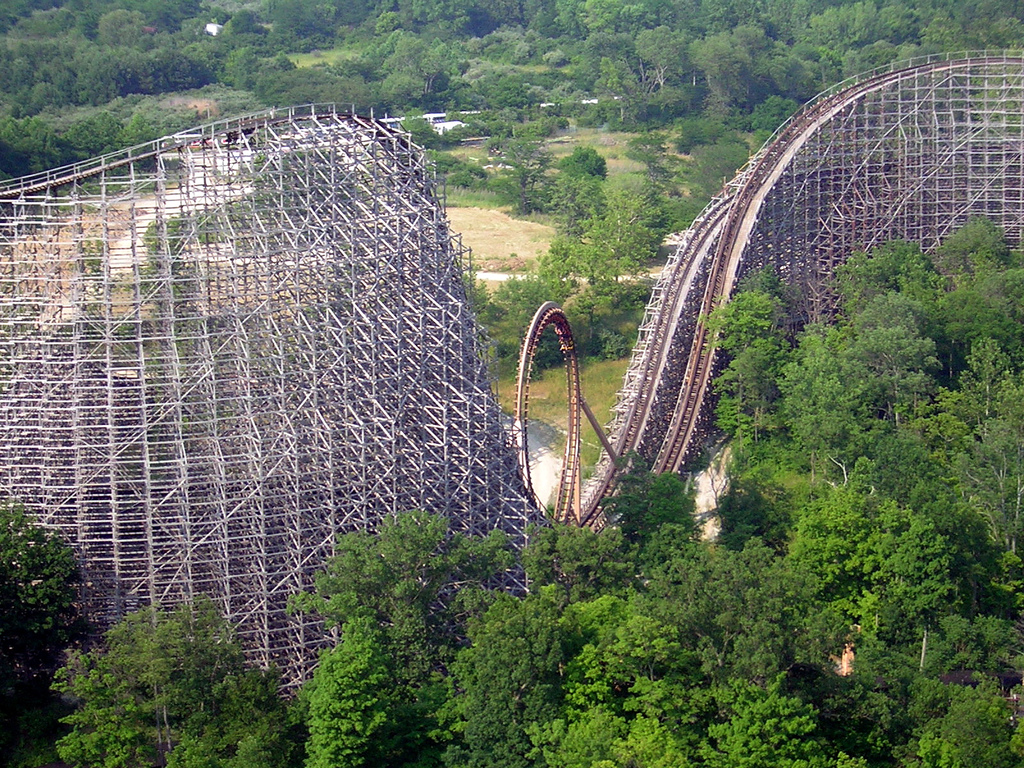
Son of Beast à Kings Island sont les seules montagnes russes en bois modernes à avoir possédé une inversion (de 2000 à 2006).

Le looping vertical est la plus commune des inversions sur les montagnes russes. Cette section de l'attraction donne aux rails la forme du boucle verticale complète (360°). Les passagers se retrouvent donc momentanément la tête en bas.
Revolution, dans le parc Six Flags Magic Mountain (en 1976) furent les premières montagnes russes modernes à posséder une inversion. L'attraction a été créée par Anton Schwarzkopf. Les précédentes montagnes russes à avoir été construites avec un looping étaient Loop-the-Loop en 1901, 75 ans auparavant.
Bien que cette figure soit liée aux montagnes russes en métal, Son of Beast (2000) du parc d'attractions Kings Island fut la première et la seule installation de montagnes russes en bois actuelle composée d'un looping vertical. Ce dernier a été supprimé de son parcours fin 2006 pour des raisons techniques : la suppression du looping a en effet permis d'avoir des trains plus légers qui abîment moins la voie.

#### Looping incliné

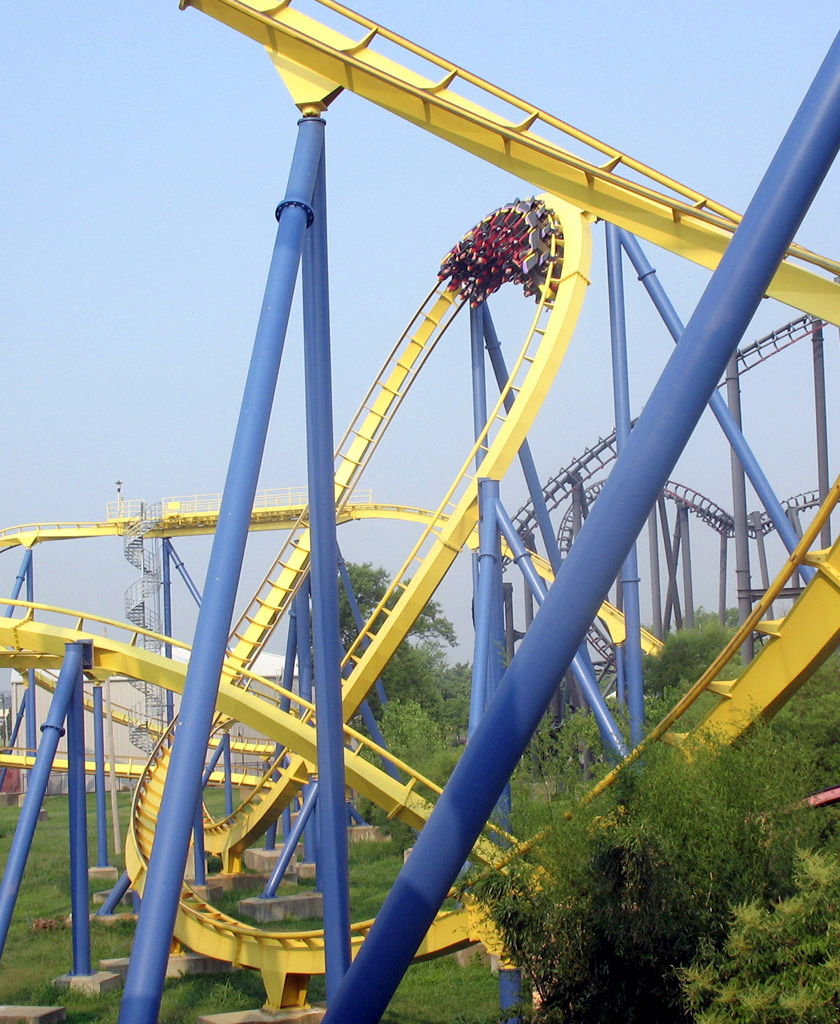
Looping incliné sur Chang.

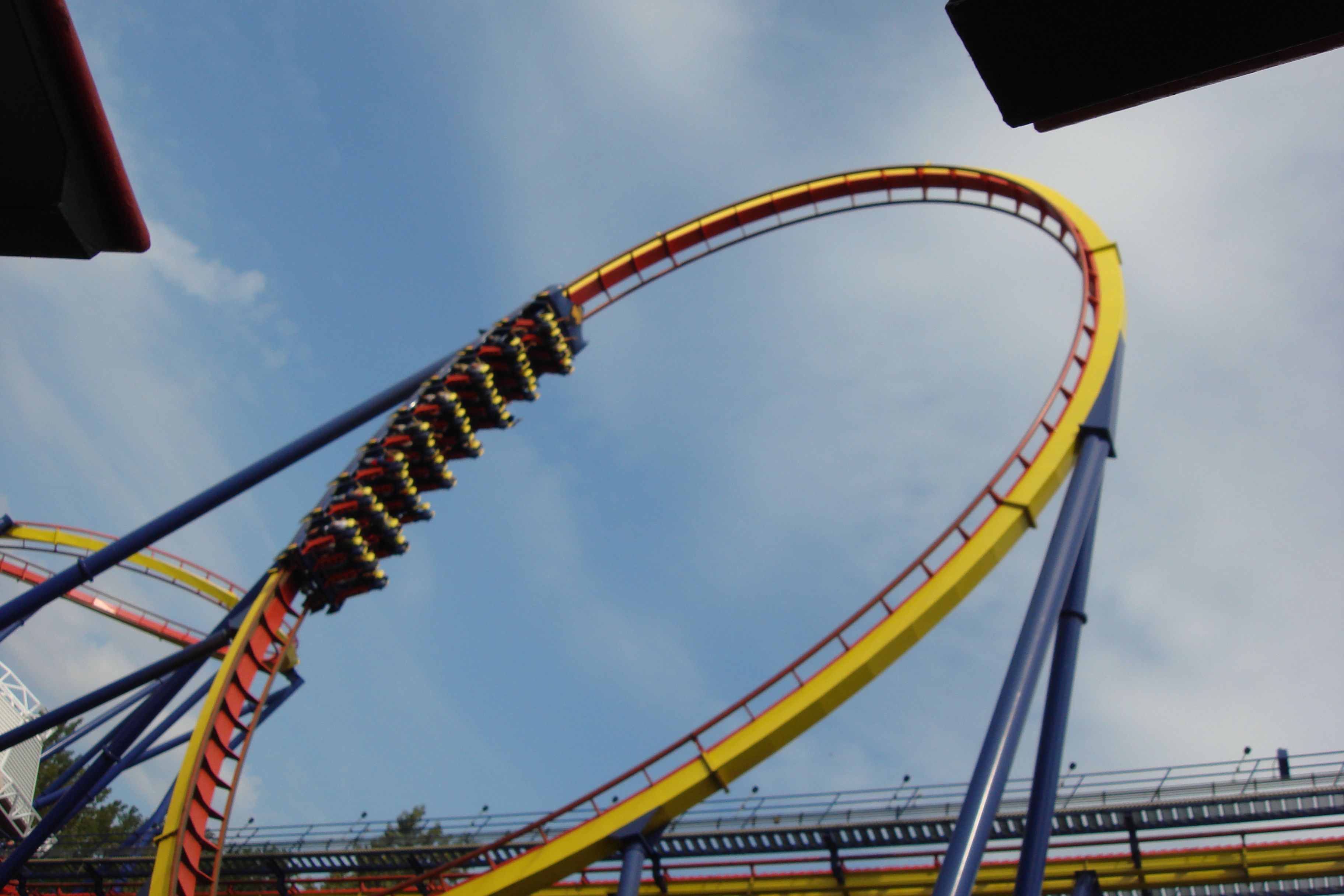
Looping incliné sur les montagnes russes en position verticale Mantis à Cedar Point.

Un looping incliné est une boucle de 360°, sur le même principe donc que les loopings verticaux, avec la particularité d'être sur un axe oblique pouvant aller de 45° à 80°. Cette figure peut se voir principalement sur des montagnes russes en position verticale du constructeur Bolliger & Mabillard.
Exemples de montagnes russes possédant un looping incliné :
- Mantis à Cedar Point
- Chang à Six Flags Kentucky Kingdom
- The Riddler's Revenge à Six Flags Magic Mountain

#### Loopings entrelacés

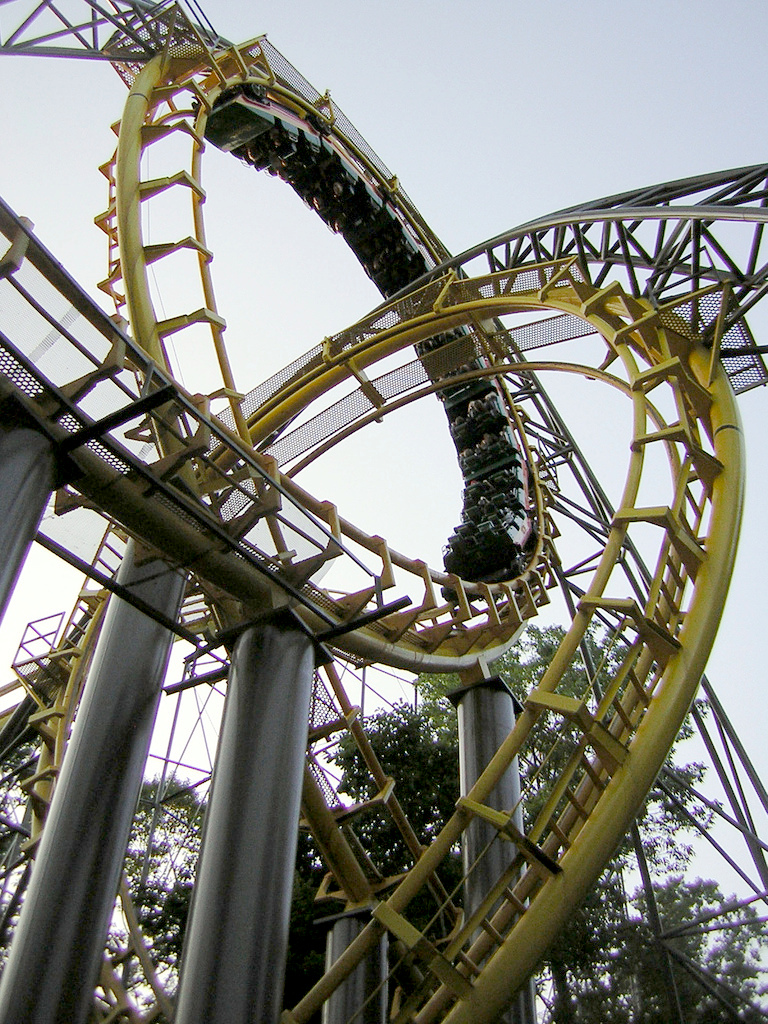
Loopings entrelacés de Loch Ness Monster.

Les loopings entrelacés (Interlocking loops en anglais) sont des éléments de montagnes russes qui consistent en deux looping verticaux imbriqués. Cet élément a été utilisé sur deux parcours de montagnes russes :
- Loch Ness Monster à Busch Gardens Williamsburg
- Orient Express à Worlds of Fun.

Deux montagnes russes navette, Lightning Loops à Six Flags Great Adventure avaient aussi des loopings entrelacés. Il s'agissait en fait de deux montagnes russes similaires mais distinctes.
Avec la fermeture de l'Orient Express (fin 2003) et le déménagement séparé des deux circuits de Lightnin' Loops dans deux parcs différents en 1992, Loch Ness Monster sont les seules montagnes russes à posséder cet élément à l'heure actuelle.

#### Non inverting loop

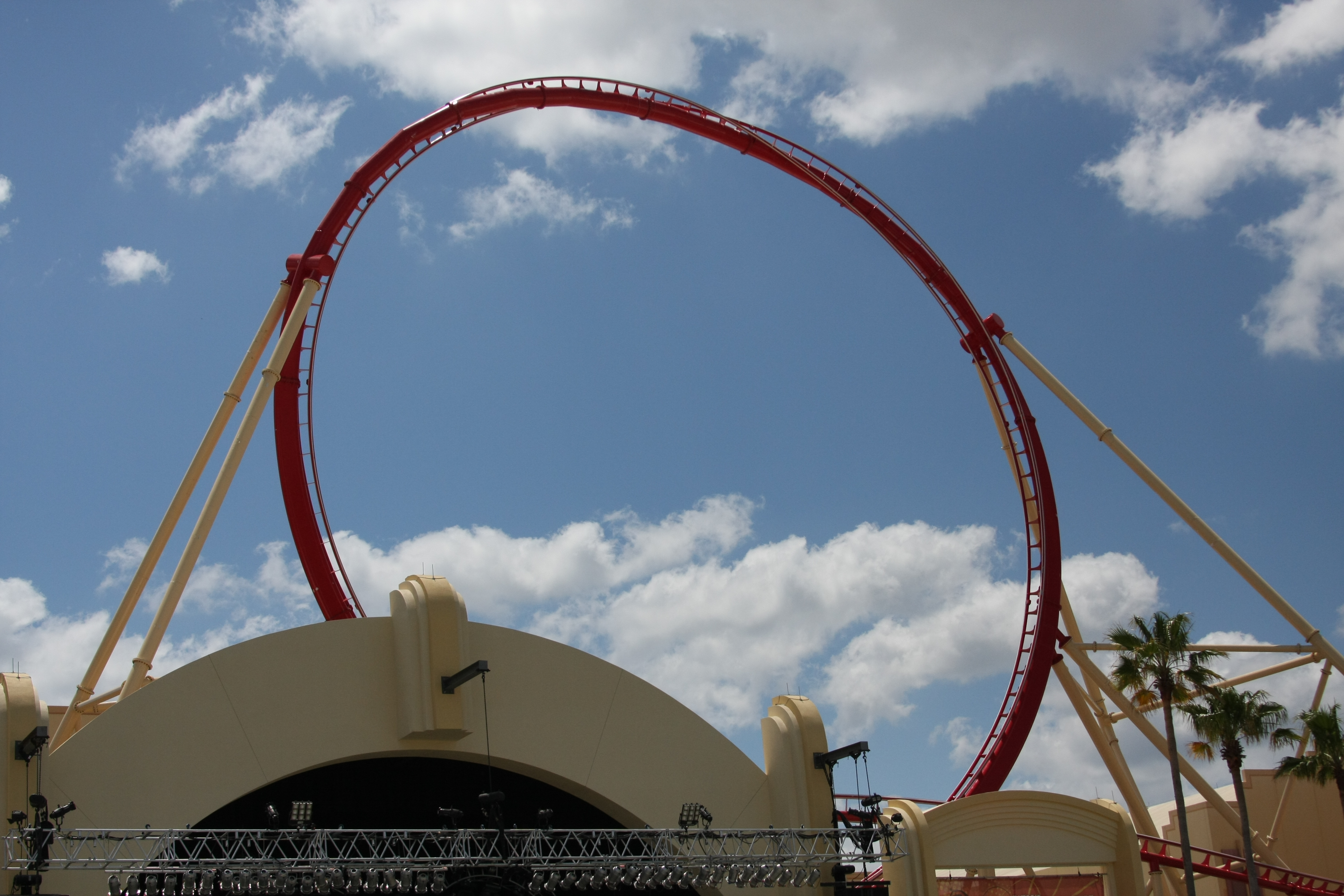
Looping non-renversant de Hollywood Rip Ride Rockit.

Le looping non-renversant est une figure issue du catalogue de Maurer Rides et qui est apparue pour la première fois en 2009 sur les montagnes russes Hollywood Rip Ride Rockit d'Universal Studios Florida. Reprenant la forme classique d'un looping vertical, cet élément de parcours permet cependant de ne pas mettre la tête des passagers à l'envers grâce à l'inclinaison du rail sur la partie supérieure de la boucle.

### Zero-G roll

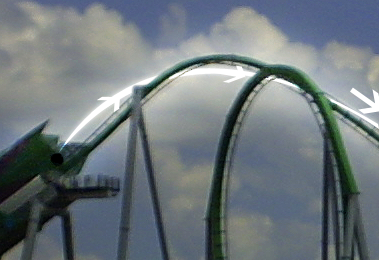
Zero-g roll (Incredible Hulk Coaster (1999), Islands of Adventure à Orlando, Floride)

Le zero-G roll est une inversion que l'on trouve sur les montagnes russes Bolliger & Mabillard assises et/ou sans sol. Sur les montagnes russes inversées, cette inversion est nommée heartline spin parce que le centre de gravité est placé sur la « ligne du cœur » des passagers. Sur les sit-down et floorless, cette inversion peut aussi être appelée Spiraling Camelback (littéralement « Spirale de bosse de chameau »). Le nom de l'inversion vient du fait que le passager ressent des forces G neutres (égales à zéro), donnant la sensation d'impesanteur.
Pour résumer, un zero-G roll est une bosse avec un retournement de 360° au milieu.
Il y a souvent confusion entre un zero-G roll et un heartline roll. Dans un heartline roll, il n'y a pas de variation de hauteur ce qui contraste avec le zero-G roll, qui est souvent appelé camelback (« bosse de chameau ») parce que la voie monte, se renverse et redescend.

### Lie To Fly & Fly To Lie
Lie To Fly et Fly To Lie sont chacune une demi-inversion qui ne peut être présent que sur les montagnes russes volantes et quadridimensionnelles. Le principe est que le train passe de la position allongée à la position volante sur les Lie To Fly et passe de la position volante à la position allongée pour les Fly To Lie. Cette figure est également connue sous le nom indistinct de Turnover pour les montagnes russes quadridimensionnelles de Arrow Dynamics et, pour les montagnes russes volantes, Flip chez Bolliger & Mabillard et 180° Roll chez Vekoma, De manière générale, des montagnes russes ont obligatoirement les deux inversions et jamais une seule.
Quelques exemples ,:
- Eejanaika à Fuji-Q Highland
- X2 à Six Flags Magic Mountain
- Galactica à Alton Towers

### Saxophone

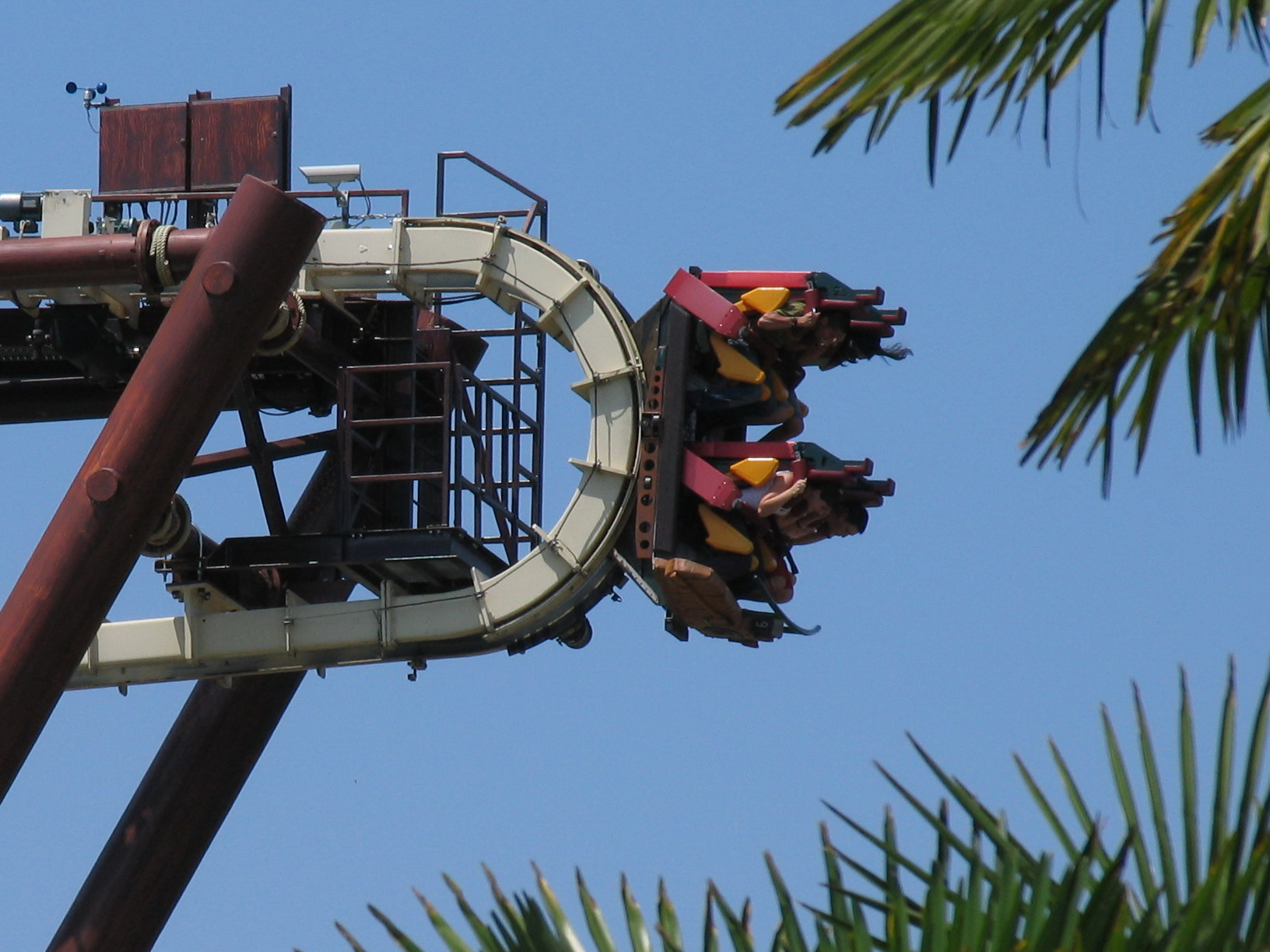
Inversion saxophone de Sequoia Adventure à Gardaland.

L'inversion saxophone consiste tout simplement en deux épingles à cheveux traversées verticalement. Au départ, le wagon est à l'horizontale, il effectue un plongeon à 180°, se retrouve ainsi sous la voie, il continue à avancer puis reprend une autre épingle à cheveux et se retrouve dans une position initiale. La seconde moitié de l'inversion à un diamètre plus large que la première.
Trois montagnes russes de S&S Worldwide possèdent cette inversion :
- Afterburner à Divo Ostrov (Wonder Island)
- Screamin Squirrel à Mysterious Island
- Sequoia Magic Loop à Gardaland

## Éléments visuels

### Splashdown

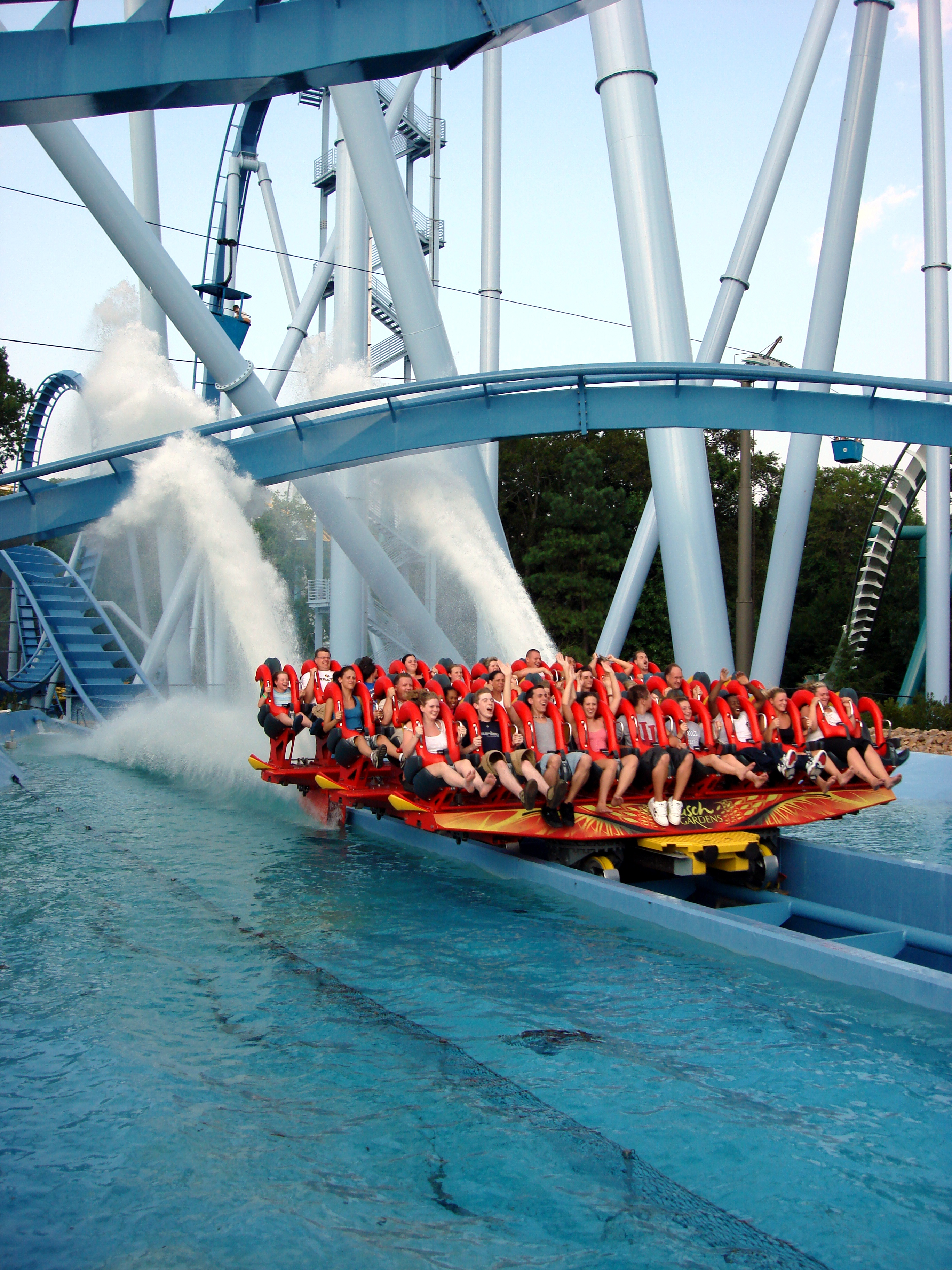
Le Splashdown de Griffon à Busch Gardens Williamsburg.

Un Splashdown est un élément visuel utilisé pour Griffon et SheiKra ainsi que pour Diamondback à Kings Island et Pulsar à Walibi Belgium dans lequel l'eau éclabousse les deux côtés du train et lève l'eau derrière le train. Le fait de passer dans l'eau ralentit le train à une vitesse voulue qui peut être ajustée en changeant le niveau d'eau dans le bassin. La plupart des montagnes russes aquatiques possèdent un Splashdown.

### Fly-through station

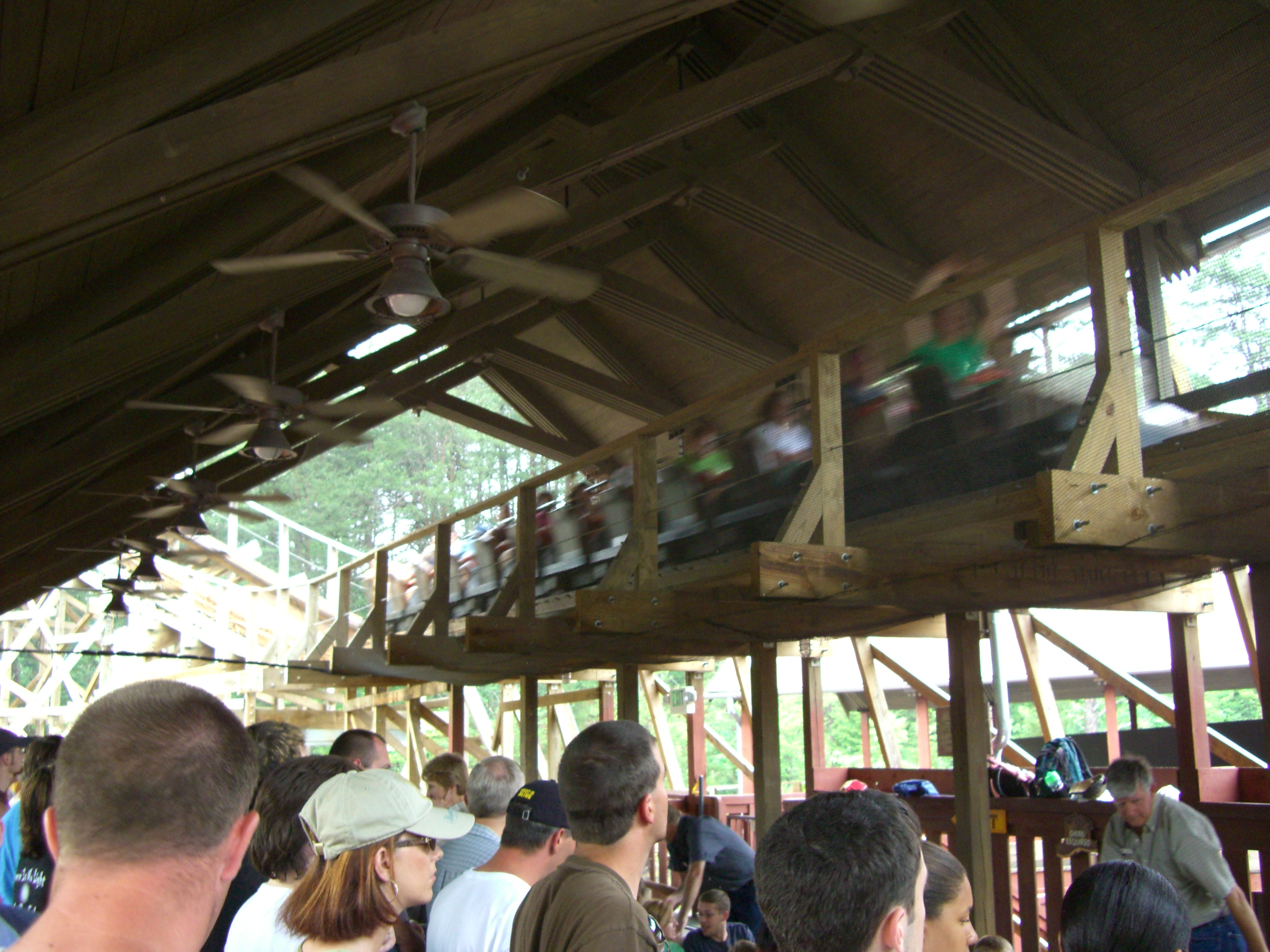
Thunderhead à Dollywood : le train passe dans le haut de la gare à 70 km/h.

Fly-through station est le fait pour des montagnes russes d'avoir un tracé permettant au train de traverser à toute allure la gare. Cet élément apparaît dès 2004 sur les montagnes russes en bois Thunderhead à Dollywood aux États-Unis. Cet élément peut aussi être appelé station-fly by, traduisible en « passe par la gare ». Troy, à Toverland aux Pays-Bas comporte un fly through.
Le passage en gare le plus rapide sur des montagnes russes en bois appartient au parcours du Wodan - Timburcoaster, à Europa-Park en Allemagne. En effet, les trains traversent la gare à plus de 70 km/h. De plus, cet élément est incliné.
Pour la sécurité des personnes se trouvant dans la gare, il y a un filet sur les côtés et sous la voie afin que tout objet tombant ne chute pas sur les personnes attendant en gare.

### Headchopper

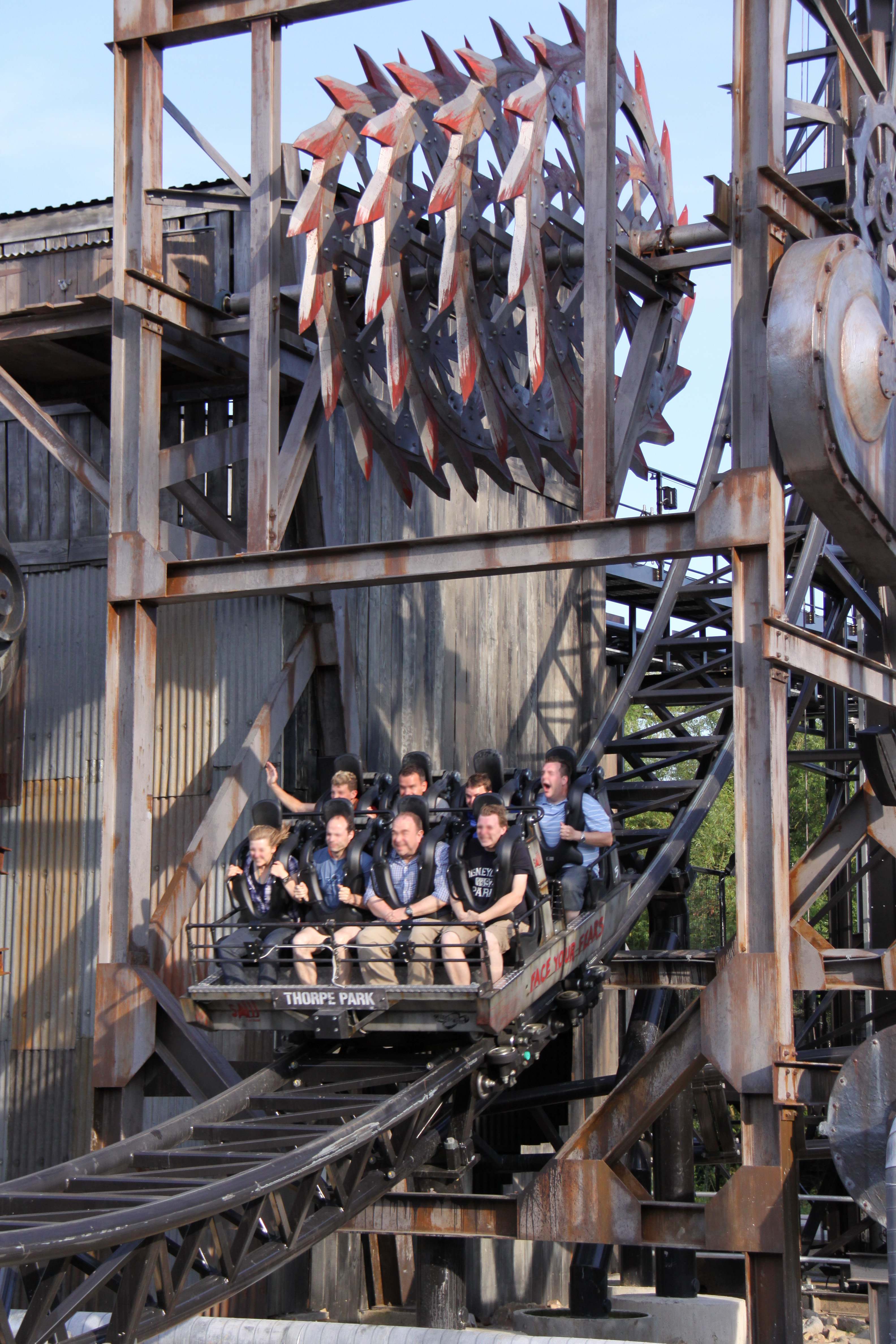
Un headchopper sur Saw - The Ride de Thorpe Park.

Un headchopper (littéralement « hacheur de tête ») est un endroit du parcours où les structures métalliques sont très proches des têtes des passagers, ou du moins semblent l'être. Il ne s'agit là que d'un effet visuel voulu, car les distances sont prévues pour qu'aucun passager, bras tendus, ne puisse toucher les structures. Cependant, si un passager excédant la taille limite d'admission (s'il y en a une) vient à embarquer, il court alors un risque. On trouve des headchoppers sur tous types de montagnes russes et en particulier sur les montagnes russes en bois.
L'équivalent pour les montagnes russes inversées est le footchopper (« hacheur de pied »). Les footchoppers sont conçus pour simuler un rapprochement des jambes des passagers avec les structures, le sol, l'eau ou tout autre élément proche du parcours. Les montagnes russes inversées sont connues pour leurs effets de footchopper grâce au parcours qui est souvent assez compact.

### Tunnel
Sur un parcours de montagnes russes, il se peut que le train soit amené à passer dans un tunnel, qu'il soit sous terre ou sous les eaux. Les montagnes russes Hades 360 de Mt. Olympus Water & Theme Park ont la particularité de posséder deux tunnels dont un est le plus long au monde dans le domaine des montagnes russes.

## Accessoires

### Photo du tour
Un appareil photo est parfois installé le long de la voie de montagnes russes ou d'attractions similaires. Il photographie automatiquement les passagers d'un train qui passe. Ce système est habituellement placé dans l'une des parties les plus intenses de l'attraction, en résulte les images les plus drôles possibles. Les photographies sont ensuite proposées à la vente à la sortie de l'attraction.

### Vidéo du tour
Dans quelques montagnes russes, il est possible à certains rangs d'être filmé et de pouvoir acheter un CD avec la vidéo du tour. Il existe deux possibilités pour être filmé :
- soit la caméra est intégrée au train, il en résulte ainsi une bonne qualité d'images ;
- soit la caméra est montée sur un casque, un employé doit se placer sur le rang précédent. Ce système est beaucoup moins efficace car le casque subit les mouvements de l'employé, du train ou des vibrations.

Les montagnes russes les plus rapides à utiliser un tel système sont Furius Baco où la vitesse maximale est de 135 km/h.